# Club Universidad de Chile
El Club Universidad de Chile es un club de fútbol profesional de Chile con sede en Santiago. La actual concesionaria del club, Azul Azul S.A., establece que fue fundado el 24 de mayo de 1927, sin embargo, distintos autores e investigadores señalan que la fecha de fundación corresponde al 25 de marzo de 1911.
Inscrito en la Asociación de Football de Santiago (AFS) desde 1912, como «Club Atlético Internado», el club fue parte de un proceso de fusión con otras ramas deportivas entre 1927 y 1928, integrando al denominado «Club Universitario de Deportes de Chile», conocido también como «Universitario». Luego, desde 1934, pasó a ser la rama de fútbol del «Club Deportivo de la Universidad de Chile», bajo el alero de la casa de estudios homónima, con la cual se mantuvo ligada hasta 1980, luego de constituirse como «Corporación de Fútbol Profesional de la Universidad de Chile» (Corfuch). Tras la quiebra de esta última en 2006, el club es administrado desde 2007 por la sociedad anónima «Azul Azul S.A.» bajo un sistema de concesión. El color que identifica al club es el azul. En tanto, su escudo representa la imagen de un chuncho (o mochuelo), cuyo origen se remonta al Club Náutico Universitario, una de las instituciones que se fusionó con el Internado F. C. en 1928 para dar origen a Universitario.
En el fútbol profesional, es el segundo equipo que posee más títulos de la Primera División con 18. Además ha conseguido 6 títulos de la Copa Chile, 1 de la Supercopa de Chile y 1 de la Segunda División. En la era aficionada, en tanto, destaca el bicampeonato de la Serie B en 1936 y 1937, además de distintos títulos en la AFS. En 1999 logró el récord de 33 partidos consecutivos sin perder dentro de una misma edición del campeonato nacional de Primera División.
A nivel internacional, ha sido el único equipo chileno en ganar la Copa Sudamericana, en 2011, de manera invicta y como el mejor campeón en la historia del torneo y el segundo de los organizados por la Confederación Sudamericana de Fútbol, con un rendimiento del 89 %. Este título sumado al Torneo de Apertura y al Torneo de Clausura, le permitió finalizar el año 2011 con el primer triplete de títulos oficiales en la historia del fútbol chileno junto con permanecer invicto en calidad de visitante durante dicha temporada, tanto a nivel nacional como internacional. A su vez, suma cuatro semifinales de Copa Libertadores de América: en 1970, 1996, 2010 y 2012.
El club ejerce de local en el Estadio Nacional Julio Martínez Prádanos, recinto de propiedad estatal ubicado en la comuna de Ñuñoa y que posee una capacidad de 48.665 espectadores. Desde sus orígenes el club cuenta con categorías inferiores y desde 2008 cuenta con una filial de fútbol femenino que integra la Primera División de fútbol femenino de Chile, tanto de categoría adulta, como juvenil. Sus rivales tradicionales son Colo-Colo, frente al cual disputa el denominado «Superclásico del fútbol chileno» desde 1938 y Universidad Católica, ante el cual disputa el Clásico Universitario desde 1937.
En junio, julio, agosto, septiembre y octubre de 2012, según las estadísticas de la clasificación mundial de clubes realizada por la Federación Internacional de Historia y Estadística de Fútbol, Universidad de Chile se ubicó como el segundo mejor equipo del mundo, la mejor ubicación de su historia. Durante el año 2012, Universidad de Chile fue considerado el mejor equipo de fútbol en América según el ranking de la Conmebol.

## Historia

### Antecedentes y fundación
El 20 de mayo de 1902 la sección de internos del Instituto Nacional de Chile cambió de domicilio, para funcionar de manera independiente, y se convirtió en el Internado Nacional —renombrado en 1907 como Internado Nacional Barros Arana—, siendo aquella su fecha de fundación oficial, así como la de su club de fútbol escolar, el Internado Football Club.
Tras participar en competiciones interescolares, desde 1905 el Internado F. C. comenzó a participar oficialmente en la Copa Municipal de la Asociación Arturo Prat (AAP), competición que agrupó a equipos de distintas instituciones educacionales de Santiago, en la que se consagró campeón en 1907 y luego, en 1910.

Carlos Fanta, fundador, jugador y primer presidente del Club Atlético Internado Barros Arana. Fue el primer técnico chileno en entrenar a "La Roja"

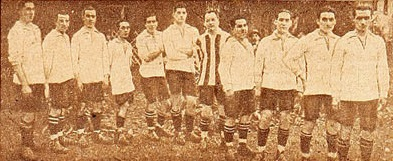
Internado Football Club en 1923.

Al año siguiente, jugadores, directivos del Internado F. C. y alumnos de la Universidad de Chile, encabezados por Carlos Fanta, propusieron ir más allá de las competiciones estudiantiles y decidieron incorporar un equipo a la Asociación de Football de Santiago (AFS), entidad en la que se desempeñaban los principales clubes de la capital. Finalmente, el 25 de marzo de 1911, con el respaldo de la FECH, fue fundado el Club Atlético Internado, cuya rama de fútbol era conocida como Internado Football Club, representativa de los futbolistas egresados de dicho establecimiento educacional en las distintas competencias oficiales de la capital, mientras que la rama escolar continuó participando en torneos colegiales. El Internado F. C. se inscribió en la Asociación de Football de Santiago el 30 de marzo de 1912, fecha desde la cual compitió ininterrumpidamente, logrando ser campeón de la Copa Chile de la AFS en las ediciones de 1921 y de 1923, entre otras. La fecha de fundación del Internado —25 de marzo de 1911— fue inscrita por los dirigentes del Club Deportivo Universidad de Chile en la memoria de la Asociación Central de Fútbol de 1941 —hoy ANFP—, registrada dentro de la información corporativa que entregaba la revista institucional del club, entre 1945 y 1953, además de ser registrada en diferentes publicaciones y distintos autores como la fecha oficial del nacimiento de la «U».
En forma paralela, alumnos también egresados del Internado Nacional fundaron la primera selección universitaria de fútbol, en la Escuela de Medicina de la Universidad de Chile, el 21 de mayo de 1905, fecha en la que también se inscribieron como fundadores de la Asociación Arturo Prat (AAP). Por otro lado, el partido más antiguo disputado por un seleccionado representativo de la Universidad de Chile tuvo lugar el 1 de noviembre de 1909 en la Cancha del Carmen, cuando se disputó el primer Clásico universitario entre las selecciones estudiantiles de esa casa de estudios y Universidad Católica F.C, que terminó con un empate de 3-3. Luego, el 14 de noviembre de 1909, se jugó el return-match (partido de vuelta), con victoria de Universidad Católica F.C por 4-1.

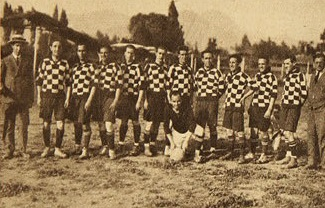
Equipo de la Federación Universitaria de Deportes en 1923.

Si bien, durante las décadas de 1910 y de años 1920 existieron diversos equipos de distintas disciplinas dentro de la Universidad de Chile, entre las que se incluyó el fútbol, la primera organización deportiva oficial nació el 13 de junio de 1919, con la creación de la Liga Universitaria de Deportes, que a los pocos días pasó a denominarse Federación Universitaria de Deportes, Otras fuentes, no obstante, señalan que la creación de la Federación aconteció en 1923, ocasión en que se generó un movimiento estudiantil dentro de la universidad y que fue presidido inicialmente por el abogado y presidente del Internado Football Club, Arturo Flores Conejeros.

### Fusión con el deporte universitario
Posteriormente, el 24 de mayo de 1927, se efectuó la junta general anual del Internado Football Club, en los salones de El Diario Ilustrado, en la que se encontraban además los representantes del Club Atlético Universitario, del Club Náutico Universitario y de la Federación Universitaria de Deportes. En ella, el presidente del Internado F. C., Arturo Flores Conejeros, hizo ver la conveniencia de cambiar el nombre de la institución por el de «Universitario», ante lo cual, los socios presentes llegaron al acuerdo unánime de efectuar este cambio. Al efecto, se propuso el nombramiento de comisiones destinadas a intensificar la propaganda del club, especialmente dentro de las escuelas de la Universidad de Chile, con el objeto de llegar a la fundación de un club de deportes, que reuniera en su seno a todos los deportistas estudiantiles, por lo que propuso el nombramiento de un comité que se encargaría de redactar las bases, reglamentos y estatutos de la nueva entidad, para luego proceder a la elección de un directorio. El comité quedó compuesto por Arturo Flores Conejeros, Darío Sainte-Marie, Pablo Sainte-Marie y Alfredo Nazar, quienes se encargarían de reglamentar el fútbol, la natación, el atletismo y la Federación, respectivamente. En la actualidad, la concesionaria del club, Azul Azul S.A., considera oficialmente el 24 de mayo de 1927 como la fecha fundacional del club. Algunos autores, sin embargo, rechazan que en aquella ocasión se haya creado el club, señalando como verdadera fecha de fundación el 20 de mayo de 1902 o el 25 de marzo de 1911, indicando que más que una nueva institución, el Club Universitario de Deportes corresponde a la misma entidad con el Internado Football Club. Para sustentar dicha afirmación, se basan en varias notas de los medios de comunicación de la época que apuntan al cambio de denominación de la institución, de Internado a Club Universitario de Deportes, así como a la conmemoración de su aniversario número 25 durante mayo de 1927.
El 19 de abril de 1927 se fundó la Liga Central de Fútbol de Santiago (LCF), gracias a la reunificación de las otras rectoras del fútbol chileno, como la Liga Metropolitana de Deportes, la Liga Santiago de Football, la Liga Nacional Obrera de Football y la Asociación Santiago de Football, y su primera temporada estuvo conformada por 78 equipos, divididos en nueve series de Primera División, estipulándose, además, que los tres últimos posicionados de cada grupo serían desafiliados de la competición. El Internado Universitario fue ubicado en la Serie F y finalizó en la séptima posición, con cuatro puntos en total, por lo que le correspondía la desafiliación. Sin embargo, tras una apelación presentada por las autoridades del club a la Federación de Football de Chile, el equipo fue admitido formalmente en la Liga Central de Football el 16 de enero de 1928, siendo reinscrito el 10 de abril. Ese mismo año acontecieron dos hechos importantes en la historia de la institución: por un lado, el 15 de julio, en un encuentro frente a Unión Condell, fue la primera vez que el equipo lució la insignia del chuncho, la cual fue adoptada de común acuerdo por los integrantes del club al ser aportada por el Club Náutico Universitario; mientras que en el plano institucional, el 29 de octubre, se efectuó la materialización e inscripción legal del club ante notario, como Club Universitario de Deportes de Chile. Los diez primeros socios fueron: Arturo Flores Conejeros, Óscar Castro V., Santiago Rebolledo E., Luis Tisné Brousse, Carlos Lund E., Eduardo Salgado C., Óscar Palma S., Raúl Vera I., Roberto Martínez R. y Eugenio Ampuero V.

### El Club Universitario de Deportes de Chile

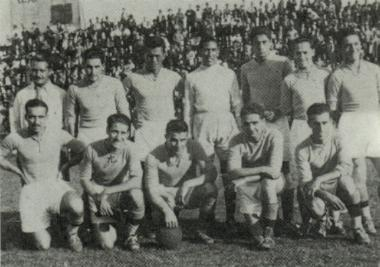
Club Universitario de Deportes, subcampeón nacional amateur en 1935. De izquierda a derecha: De pie: Carlos Lund, Ángel Miranda, Luis Tirado, Joaquín Aguirre, Inostroza, Luis Bustos, Luis Fuentes; Agachados: Antonio Pulido, Ezequiel Bolumburú, Víctor Alonso, Guillermo Riera y Jorge Apey.

Aun cuando Universitario había finalizado en la cuarta ubicación de la Serie E de la Primera División de 1928, las autoridades de la Liga Central determinaron que el club debía disputar una competencia especial, de la cual, los mejores posicionados seguirían participando en la máxima entidad del fútbol amateur de Santiago. No obstante, tras una serie de apelaciones presentadas por varias entidades deportivas de la capital, entre ellas Universitario y Sport Français, se resolvió readmitir a algunos clubes que habían sido descartados previamente, así como cancelar los encuentros de definición. Finalmente, fueron establecidas tres divisiones con un sistema de ascensos y descensos, siendo Universitario relegado a la Segunda División de la Liga Central.
El 3 de marzo de 1930, tras una reunión entre los representantes del Club Universitario de Deportes, de la Federación Deportiva de la Universidad de Chile y de la Federación Deportiva de la Universidad Católica, se acordó el reconocimiento y refundación de la Confederación Universitaria de Deportes en el Club Universitario de Deportes de Chile (con las siglas «CUD» en el escusón de la insignia). Ese mismo año, además, Universitario alcanzó la tercera posición de la Segunda División de la ahora Asociación de Football de Santiago, tras perder en la definición por el ascenso frente a Carlos Walker y Carioca. Asimismo, en 1931 estuvo nuevamente cerca de conseguir el ascenso, sin embargo, debió resignar sus opciones al finalizar en la segunda ubicación del torneo, por detrás de Carioca.
En 1933, gracias a la escisión de varios clubes que se retiraron para formar la Liga Profesional de Football de Santiago (LPF), Universitario pasó a formar parte de la segunda categoría de la Asociación de Football de Santiago.

### El Club Deportivo de la Universidad de Chile

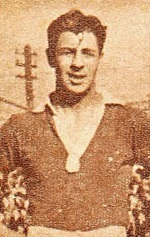
El tocopillano Ulises Ramos, campeón con Universidad de Chile como jugador en 1940 y como entrenador en 1969

El 8 de abril de 1934, se produjo una reestructuración interna impulsada por la Universidad de Chile que terminó por apropiarse del Club Universitario de Deportes, a través del Decreto N.º 72, con lo cual el club pasó a llamarse definitivamente Club Deportivo de la Universidad de Chile. Sin perjuicio de aquello, en ese año, la prensa y documentos oficiales registraban indistintamente al equipo de fútbol con el nombre de «Universitario» o «Universidad». Además, su uniforme fue modificado: en ese año la camiseta titular pasó de ser blanca a azul, color que se ha conservado hasta la fecha, con una letra «U» blanca en el pecho, a la usanza de los universitarios, mientras el pantalón era blanco y las medias negras con franjas de color azul.
En ese año, además, con la creación en la AFS de una Sección Profesional y de una Sección Amateur, el club permaneció en esta última, en la cual se coronó campeón invicto de la División de Honor, habiéndose ganado el derecho de representar a Santiago en el Campeonato Nacional Amateur de Chile 1935, certamen en el que resultó subcampeón luego de perder la final frente a San Enrique de Iquique por 1-3. Durante ese período, en el plantel del club destacaron los nombres del delantero Víctor Alonso y el volante Luis Tirado.
En 1935, el club se integró a la Serie B Profesional de la AFS, formada por los clubes eliminados en el torneo profesional de Primera División de 1934, más Universidad de Chile como campeón de la Sección Amateur. En el primer campeonato de esta categoría, el club solo remató en la tercera posición. Pese a lo anterior, al año siguiente, la «U» obtuvo el campeonato de la Serie B, para luego repetir la marca en la edición de 1937, como campeón invicto, logrando en esa temporada la mayor goleada registrada en su historia al vencer a Santiago Morning "B" por 14-1, el 17 de octubre.

### Ingreso al profesionalismo y primer título
| Simián Miranda Murúa Las Heras Sánchez Lira Riera Góngora Davanzo Holzapfel Becerra                                                                     |
| Formación titular de la «U» del primer partido en el profesionalismo el domingo 29 de mayo de 1938 frente a Magallanes en los Campos de Sports de Ñuñoa |

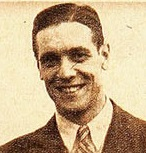
Eduardo "Pulpo" Simián: Alumno de ingeniería en minas y arquero de la Universidad, primer seleccionado chileno de la «U», campeón chileno en 1940, y posteriormente Ministro de Minería durante la presidencia de Frei Montalva

En 1938, tanto Universidad de Chile como Universidad Católica solicitaron el ingreso a la serie profesional de honor, pero los dirigentes de la Asociación Central de Fútbol (ACF), ente rector del fútbol profesional constituido ese mismo año, estimaron que solo se podía recibir a un equipo universitario. Para definir cuál ascendería, los directivos optaron que los dos equipos participaran y fuesen examinados en el Campeonato de Apertura de ese año. El 1 de abril, Universidad Católica debió enfrentar a Colo-Colo, perdiendo por 2-6 quedando descartada su opción para llegar a Primera División, al menos por ese año. En tanto, el 17 de abril, Universidad de Chile enfrentó a Audax Italiano en los Campos de Sports de Ñuñoa, encuentro que terminó empatado a un gol en el tiempo reglamentario. Al seguir igualados en el tiempo suplementario, el partido debió definirse por «muerte súbita» (gol de oro), en el cual Audax Italiano convirtió el gol del triunfo.
Sin embargo, la actuación de Universidad de Chile dejó conformes a los dirigentes del fútbol rentado, quienes aceptaron su ingreso a Primera División: el 29 de mayo de 1938, la «U» debutó en el fútbol profesional enfrentando en los Campos de Sports de Ñuñoa a Magallanes, cayendo por 1-3, pero en la fecha siguiente, consiguió su primer triunfo profesional al vencer a Unión Española por 4-3. En sus primeras dos campañas en el profesionalismo, Universidad de Chile se posicionó séptimo, resaltando como figura el arquero Eduardo Simian.
El año 1940 comenzó con la «U» alcanzando la final del Campeonato de Apertura, en la que cayó derrotada ante Colo-Colo por 2-3. No obstante, bajo la conducción de Luis Tirado y con Víctor Alonso, goleador del torneo con 20 anotaciones, como principal figura, Universidad de Chile se adjudicó el campeonato nacional por primera vez en su historia, tras finalizar con tres puntos de ventaja sobre Audax Italiano.
Pese al temprano éxito obtenido, durante las décadas de 1940 y de años 1950, Universidad de Chile no consiguió realizar grandes campañas, ubicándose normalmente en la medianía de la tabla de posiciones. Como excepción a esa tendencia, cabe resaltar la actuación del club en el campeonato de 1945, año en el que se ubicó en la tercera posición y en el que el uruguayo Ubaldo Cruche fue el máximo goleador de la temporada, y en el campeonato de 1957, temporada en la que obtuvo el subcampeonato nacional. Además, destacó la gira efectuada por el plantel a Bolivia, en 1958, donde logró dos triunfos y un empate.

### La época del Ballet Azul

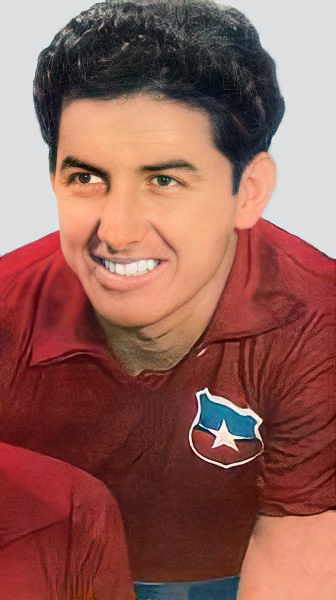
Leonel Sánchez, goleador del Mundial de 1962, jugando por Universidad de Chile, obtuvo seis campeonatos nacionales entre 1959 y 1969.

Fue a partir de fines de la década de 1950, con el debut de Carlos Campos y Leonel Sánchez, además de una mayoría de jugadores formados en las divisiones inferiores del club, entre estos Braulio Musso, cuando el club recobró el protagonismo en el panorama futbolístico chileno. De este modo, en el torneo nacional de 1959, Universidad de Chile se consagró como campeón por segunda vez en su historia, el 11 de noviembre de 1959, tras derrotar en un partido de definición a Colo-Colo por 2-1 en el Estadio Nacional, con anotaciones de Leonel Sánchez y el argentino Ernesto Álvarez.
En la década de 1960, Universidad de Chile logró su apogeo en el plano deportivo, siendo, al presente, el lustro con más títulos en la historia del club. Para referirse al equipo, los medios de comunicación utilizaron el apodo con el que se conoció a Millonarios de Colombia durante los años 1950: el Ballet Azul, debido al buen juego mostrado en cada uno de sus partidos.
Con Luis Álamos en la dirección técnica, además del campeonato nacional de 1959 ante Colo-Colo y luego de terminar como subcampeón en 1961, el club obtuvo el campeonato nacional de 1962 tras derrotar por 5-3 en un partido definitorio a Universidad Católica, además de su primer bicampeonato, correspondiente a las temporadas de 1964 (sumando 52 puntos, 9 de ventaja sobre sus más cercanos perseguidores Universidad Católica y Santiago Wanderers) y de 1965, con un plantel en el que destacaron, junto a los ya mencionados Carlos Campos (máximo anotador nacional en 1961, 1962 y 1966), Leonel Sánchez, Braulio Musso y Ernesto Álvarez, las figuras de Manuel Astorga, Rubén Marcos, Luis Eyzaguirre, Sergio Navarro, Carlos Contreras, Alfonso Sepúlveda, entre otros.
Durante esta primera etapa del Ballet Azul, que además fue el primer equipo chileno en disputar la Copa de Campeones de América (actual Copa Libertadores de América) en 1960, Universidad de Chile fue el club que más jugadores aportó a la alineación titular de la selección de fútbol de Chile que alcanzó el tercer puesto en la Copa Mundial de 1962, con ocho futbolistas azules: Luis Eyzaguirre, Carlos "Pluto" Contreras, Sergio Navarro (capitán de la Selección), Jaime Ramírez Banda, Leonel Sánchez, Carlos Campos, Manuel Astorga y Braulio Musso. Y pudo haber un noveno, Alfonso Sepúlveda, quien no pudo jugar por una importante lesión sufrida poco antes de la cita mundialista.
Además, tanto en 1963 como en 1964, el club ganó el Torneo Pentagonal de Verano (Copa Internacional de Santiago). Asimismo, en 1963, el club realizó una gira a Europa con el fin de enfrentar a los mejores equipos de ese continente, incluyendo algunas selecciones, logrando victorias destacadas como un 2-1 ante el Inter de Milán en el Estadio San Siro y un 3-2 ante Botafogo, duelo efectuado en Casablanca, Marruecos.
Posteriormente, pese al alejamiento de Álamos en 1966 por discrepancias al interior del plantel, las incorporaciones de Pedro Araya, Alberto Quintano y Guillermo Yávar permitieron a Universidad de Chile continuar con positivas campañas durante la segunda mitad de la década de 1960, obteniendo los campeonatos nacionales de 1967 (sumando 56 unidades, con notables 12 puntos de ventaja sobre su más cercano perseguidor Universidad Católica) y de 1969, bajo la dirección técnica de Alejandro Scopelli y Ulises Ramos respectivamente.
La década de 1970 comenzó de buena forma para el club, llegando a semifinales de la Copa Libertadores 1970. Superó a importantes equipos del continente en la primera fase del torneo (entre ellos el América de Cali, Deportivo Cali y Olimpia de Paraguay), venció a Nacional de Montevideo en la segunda fase, y luego cayó contra Peñarol de Uruguay (llave que terminó en un partido definitorio cuyo marcador fue 2-2, resultado que significó la eliminación de los azules por diferencia de goles). Un dato importante a considerar es que en la Copa Libertadores 1970, el club convocó a 484.018 espectadores en total, registro que lo coloca como la segunda mayor asistencia en la historia del torneo.
Por su parte, en el torneo nacional de 1970 Universidad de Chile finalizó en el tercer lugar de la liguilla final, y marcó el ocaso de la generación del Ballet Azul.

### Crisis institucional y descenso
El equipo azul fue subcampeón del campeonato de 1971 (en una campaña que tuvo como máximo referente al paraguayo Eladio Zárate, autor de 25 goles), y al año siguiente, el equipo contó con la presencia del histórico delantero argentino Juan Carlos Sarnari como goleador del plantel (con 20 goles), que terminó en el tercer lugar del torneo de 1972.
Sin embargo, con posterioridad malas campañas marcaron al equipo. En el que finalizó en decimotercer lugar tanto en 1973, como en 1974 y 1975.
Pese a no poder conseguir el campeonato nacional durante esos años, en 1976 la «U» logró adjudicarse la Copa de Ciudades Universitarias, torneo internacional de carácter amistoso, y ganar la Liguilla Pre-Libertadores de ese año, tras definir con Palestino, consiguiendo una igualdad de dos goles, resultado que, por mejor diferencia de gol en la tabla, clasificó a Universidad de Chile a la Copa Libertadores 1977. En 1977, teniendo como figuras de renombre a los argentinos Jorge Luis Ghiso y Héctor "Bambino" Veira, el equipo finalizó en la quinta posición del torneo nacional, además de quedar eliminado en fase de grupos de Copa Libertadores. En tanto en 1978, se ubicó 7° del campeonato chileno.

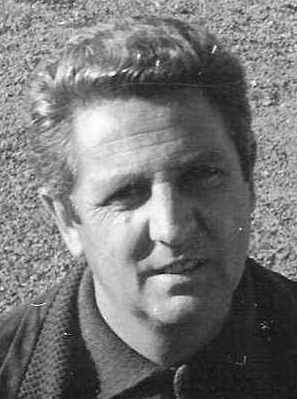
Fernando Riera, técnico mundialista en 1962, campeón de Copa Chile 1979 con la «U». En 1980 estuvieron a punto de salir campeones, pero lo impidió el Cobreloa de Vicente Cantatore, pasarían 14 años más para que los azules volvieran a disputar el campeonato

Luego, en 1979, el club se tituló campeón de la Copa Polla Gol al derrotar en la final a Colo-Colo por 2-1. Además, en 1980, la «U» fue subcampeón del campeonato nacional y ganó la Liguilla Pre-Libertadores en un partido definitorio nuevamente por 2-1 contra Colo-Colo, con figuras como Hugo Carballo, Manuel Pellegrini, Alberto Quintano, Orlando Mondaca, Jorge Socías, Héctor Hoffens, Sandrino Castec y Arturo Salah, más Fernando Riera como entrenador. En aquella final de la liguilla, quienes anotaron para los azules fueron Sandrino Castec al minuto 15 y Arturo Salah a los 87'. Cabe mencionar que, previamente al gol de Salah, cuando el partido terminaba, el arquero de la «U» Hugo Carballo le atajó un penal al mediocampista colocolino Carlos Rivas.
Por otro lado, iniciado en 1973 la dictadura militar, se decretaron medidas administrativas en la Universidad de Chile que repercutieron directamente en el club deportivo, haciendo que este empezara a caer en una crisis económica y deportiva a fines de la década de 1970. A fin de paliar esta situación, a fines de 1978, la rama de fútbol se transformó en la Corporación de Fútbol Profesional de la Universidad de Chile (Corfuch), entidad de derecho privado que el 1 de septiembre de 1980 se desvinculó de la casa de estudios fundada por Andrés Bello, conservando de esta, únicamente, el nombre de «Universidad de Chile» y sus emblemas, Si bien en un primer momento dicha decisión resultó positiva en el aspecto deportivo, los problemas financieros continuaron en la institución y se tradujeron en una caída en el rendimiento futbolístico del equipo, que terminó noveno en la tabla de posiciones del campeonato nacional de 1985 y octavo en el campeonato nacional de 1986, debido a la desmantelación del plantel, ya que figuras como Martín Gálvez, Carlos «Búfalo» Poblete, Mariano Puyol, Luis Mosquera y Luis Rodríguez fueron transferidos al fútbol mexicano, principalmente para pagar las deudas del club. Finalmente, el ápice de la crisis se produjo el 15 de enero de 1989 en la última fecha del torneo nacional de 1988: Universidad de Chile descendió por primera vez a Segunda División, tras empatar 2-2 con Cobresal en el Estadio Nacional. Las cifras revelan que el equipo obtuvo en total 26 puntos de 30 partidos, al igual que Unión Española y O'Higgins, pero lo determinante estuvo en la diferencia de goles: menos siete contra menos ocho de la «U».
Durante su estadía en Segunda División durante 1989, con Mario Mosquera como nuevo presidente del club, Leonel Sánchez como ayudante de campo y Luis Ibarra como director técnico, pese a un inicio complicado, la «U» superó la primera fase del torneo y accedió a la segunda fase y final, en el grupo de la Zona Sur, jugando diez partidos: ganó siete, empató dos y perdió uno. En el penúltimo partido de su grupo, el 14 de enero de 1990, tras vencer por 3-0 a Curicó Unido en el Estadio La Granja, Universidad de Chile logró definitivamente el liderato de la Zona Sur y ascendió a Primera División. Finalmente, como líder del grupo de la Zona Sur, el cuadro azul disputó con Palestino, líder de la Zona Norte, el título de Segunda División en el Estadio Nacional: ambas escuadras empataron 0-0 y, en definición a penales, con un 5-4, Universidad de Chile se adjudicó el trofeo. En la campaña en Segunda División 1989, los principales goleadores de Universidad de Chile fueron Marco Fajre con 12 goles, Cristián Olguín con 8, y luego Pedro Pablo Díaz y Severino Vasconcelos con 5 goles cada uno.

### De vuelta a la gloria

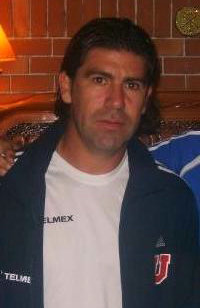
Marcelo Salas, considerado el «mejor delantero chileno de la historia», fue campeón con los azules en 1994 y 1995. En su retorno, el temuquense fue clave para llegar a las finales del Clausura 2005 y Apertura 2006.

Nuevamente en Primera División, las dos siguientes campañas del club no fueron del todo buenas: en el campeonato nacional de 1990, la «U» remató en la undécima posición y en el campeonato nacional de 1991 estuvo a punto de volver a descender, tras terminar en el decimocuarto lugar de la tabla y disputar la Liguilla de Promoción junto a Everton, Deportes Puerto Montt y Deportes Melipilla (en aquel entonces Soinca Bata), asegurando la «U» y Everton su permanencia en la máxima categoría. Con un plantel renovado en aquellos años, destacaron Carlos Daniel Tapia, Martín «Tincho» Gálvez, Pedro Massacessi, Walter Fernández, Gabriel Díaz, Germán Vergara, Carlos Morales Santos, José «Pepe» Castro y Franz «Otto» Arancibia, y con Mariano Puyol como figura y capitán del equipo, aunque nunca pudo adjudicarse un título de Primera División, con el club que marcó su trayectoria.
En 1992, el médico nefrólogo René Orozco asumió la presidencia de la «U» y entregó la responsabilidad de la dirección técnica a Arturo Salah, para realizar un trabajo a conciencia, como parte de un proceso que continuaría Jorge Socías en 1994. En el campeonato de 1994, a cuatro fechas del final, Universidad de Chile y Universidad Católica, que se encontraban en igualdad de puntos en la cima de la tabla, disputaron el Clásico Universitario, partido decisivo para la obtención del título, en el cual la «U» venció por 1-0 al cuadro cruzado, con anotación de Marcelo Salas.
Finalmente, el 18 de diciembre de 1994, en la última fecha, el club enfrentó a Cobresal. En ese duelo, pese a ir cayendo por 0-1, la «U» se repuso, hasta que el juez cobró una falta penal contra Salas que Patricio Mardones (77') convirtió en gol: Universidad de Chile empató 1-1, alcanzó 49 puntos en total y, tras 25 años sin títulos, se adjudicó por octava vez en su historia el campeonato nacional.
Quienes jugaron ese histórico encuentro fueron: Sergio Vargas, Cristián Castañeda, Ronald Fuentes, Rogelio Delgado, Fabián Guevara, Patricio Mardones, Luis Musrri (reemplazado por Marcelo Jara a los 60'), Esteban Valencia (sustituido por Víctor Hugo Castañeda a los 72'), Raúl Aredes, Juan Carlos Ibáñez y Marcelo Salas. Además de ellos, en aquel plantel destacaban Cristián Mora, Gabriel Galindo, Luis Abarca, Rodrigo Goldberg, entre otros.
Cabe mencionar que previamente a ganar el campeonato, Universidad de Chile llegó a semifinales de la Copa Conmebol 1994, tras vencer a Oriente Petrolero de Bolivia en octavos de final, y a San Lorenzo de Argentina en cuartos de final. En tanto en la siguiente fase cayó ante Peñarol de Uruguay, en un global de 3-1.
En el torneo nacional de 1995 el club logró consolidarse como invicto en toda la segunda rueda y, en la última fecha, se tituló campeón tras derrotar en el Estadio Nacional a Deportes Temuco por 2-0, con anotaciones penales de Mardones y Rodríguez. Con ello, Universidad de Chile logró su segundo bicampeonato y dejó nuevamente a Universidad Católica en el segundo lugar.

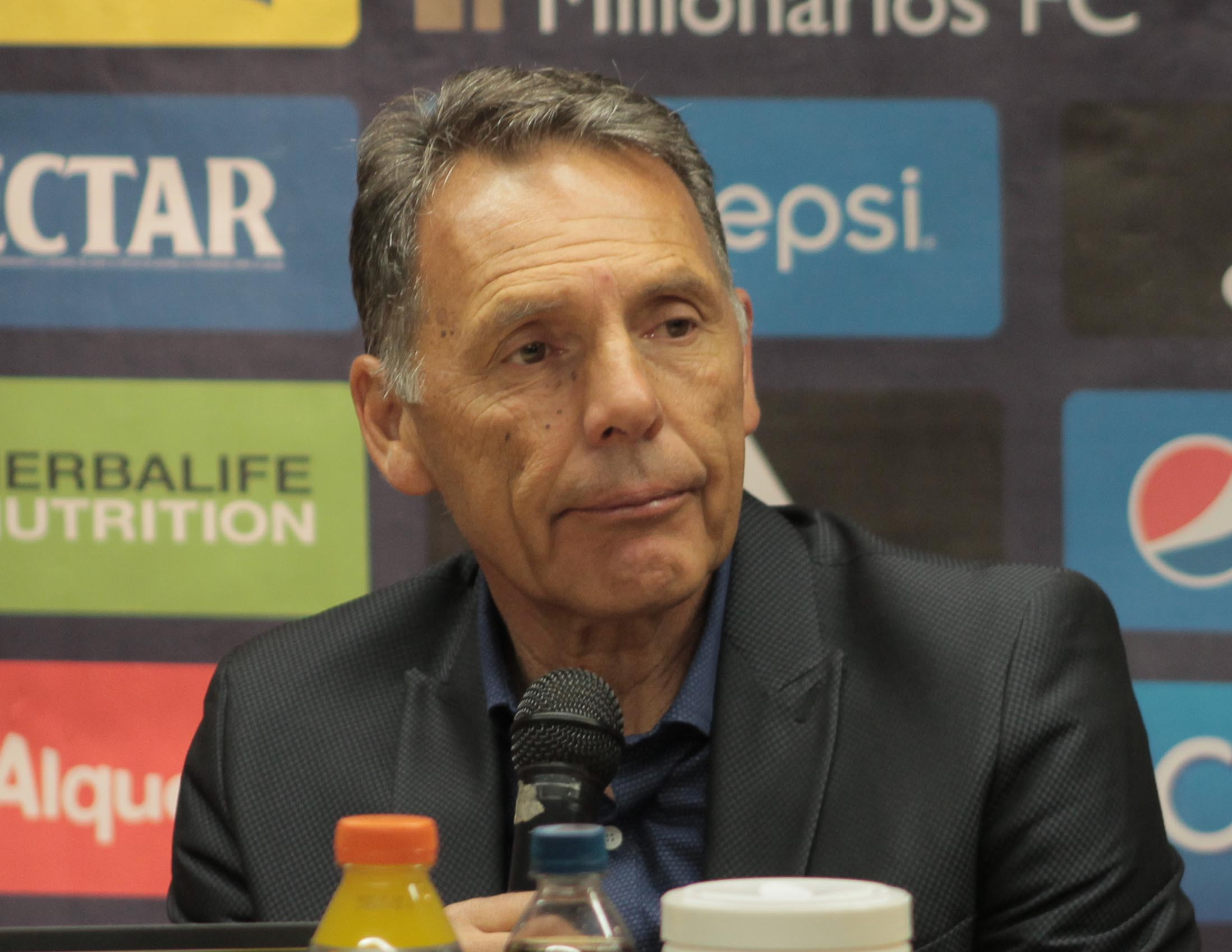
Miguel Ángel Russo, llegó en 1996 y fue el director técnico que después de 27 años llevó a la U a una semifinal de Copa Libertadores

En 1996, de la mano del entrenador argentino Miguel Ángel Russo, Universidad de Chile, en su condición de campeón nacional, disputó la Copa Libertadores de América, donde tras una gran campaña (quedando segunda en la fase de grupos donde enfrentó a sus compatriotas de Universidad Católica y a los brasileños Corinthians y Botafogo, venciendo en octavos de final al conjunto uruguayo Defensor Sporting y posteriormente al ecuatoriano Barcelona), logró alcanzar las semifinales del torneo. En aquella instancia, el club fue eliminado por el equipo argentino River Plate (equipo que a la postre, sería el campeón), tras empatar 2-2 en Santiago y perder por 0-1 en Buenos Aires. Pese a aquella importante campaña, los azules no lograron destacar en el campeonato chileno, rematando en el quinto lugar, tras sus 2 archirrivales Colo-Colo (que fue el campeón) y Universidad Católica (equipo que eliminó a los azules de la Liguilla de Copa Libertadores), además de Cobreloa y Audax Italiano.

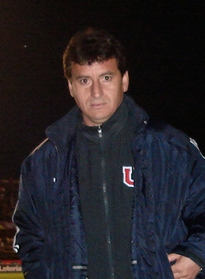
Pedro González, tercer goleador histórico del club y del fútbol chileno con 120 anotaciones; el valdiviano bicampeón con la «U» (1999-2000) y ganador de 2 Copa Chile (1998 y 2000) con los azules

En tanto, en 1997 el club solo alcanzó la tercera posición, de la tabla en el Torneo de Apertura y la cuarta posición, en el Torneo de Clausura. Sin embargo, obtuvo la Copa Apertura (actual Copa Chile) de 1998, tras empatar 1-1 y vencer por 2-0 a Audax Italiano en la final, además de resultar subcampeón en el campeonato nacional de ese año, detrás de Colo-Colo (que lo superó solo por un punto en la tabla). Además, perdió la final de la Liguilla de Copa Libertadores ante Universidad Católica, mediante los lanzamientos penales tras 2 empates sin goles. Además, Pedro González resultó ser el goleador del torneo, con 23 anotaciones.
Y en 1999, con la llegada de César Vaccia como nuevo director técnico del equipo, Universidad de Chile disputó el campeonato nacional, el cual tuvo la novedad de dividirse en dos etapas para los 16 equipos participantes: tras obtener el liderato (con 75 puntos) de la etapa inicial del torneo, el club accedió al octagonal por el campeonato, en el cual, a dos jornadas del final del torneo, la «U» se tituló campeón por décima ocasión en su historia, tras empatar sin goles ante Santiago Morning en el Estadio Nacional. Además, considerando los duelos tanto de la etapa inicial como de la etapa final, cosechó el récord de 33 partidos consecutivos sin perder en un campeonato nacional de Primera División, en el cual también sumó 13 victorias sucesivas, rachas que actualmente no son superadas por equipo chileno alguno.

### Años 2000
En el año 2000, Universidad de Chile logró obtener en forma invicta la Copa Apertura, luego de empatar 1-1 con Santiago Morning e imponerse en la prórroga con gol de oro de Clarence Acuña, además de adjudicarse el título del torneo nacional, su tercer bicampeonato. El plantel se destacó por contar con jugadores formados en la cantera del club, como Rodrigo Tello, Alex Von-Schwedler, Jorge Guzmán y Sebastián Pardo, más valores consolidados como Sergio Vargas, Leonardo Rodríguez, Pedro González (goleador del campeonato, con 24 goles), Cristián Castañeda, Rodrigo Barrera, Rafael Olarra, Ricardo Rojas, Ronald Fuentes, Roberto Rojas, Pablo Galdames, Luis Musrri, Diego Rivarola, Emiliano Rey, Esteban Valencia y Flavio Maestri, entre otros, todos bajo la dirección técnica de César Vaccia.
En 2001, el club solo terminó en la tercera posición del campeonato nacional, en tanto que en 2002, cayó en semifinales tanto en el Torneo de Apertura como en el Torneo de Clausura ante Universidad Católica. Asimismo, en el Torneo de Apertura 2003, teniendo en sus filas al histórico delantero colombiano Faustino Asprilla y muy buenas actuaciones de Mauricio Pinilla, el equipo tuvo un desempeño irregular y perdió ante Universidad de Concepción en octavos de final. Mientras que en el Torneo de Clausura 2003 fue eliminado en la misma instancia frente a Cobreloa.
No obstante, en 2004, con Héctor Pinto como entrenador, Universidad de Chile se tituló campeón del Torneo de Apertura 2004, luego de enfrentar en la final a Cobreloa: empataron 0-0 en Santiago y 1-1 en Calama, lo que obligó a una definición a penales, en la cual la «U» se impuso por 4-2. En el plantel resaltaron Johnny Herrera, Diego Rivarola, Sergio Gioino, Manuel Ibarra, Manuel Iturra, Arnaldo Espínola, Víctor Cancino, Miguel Pinto, Héctor Santibáñez, Nelson Pinto, entre otros. En tanto, en el Torneo de Clausura 2004, la «U» quedó eliminada en cuartos de final ante Unión Española, por 2-4 en lanzamientos penales.
En tanto 2005, no fue un año positivo para el club. Si bien en el primer semestre tuvo buenas actuaciones en la Copa Libertadores llegando a octavos de final, en el torneo nacional fue vencido en el Torneo de Apertura 2005 nuevamente por la Unión Española mediante definición a penales, en la ronda de cuartos de final.
Mientras que en el Torneo de Clausura 2005, tras una positiva campaña, llegó a la final en un nuevo Clásico Universitario. Tanto el partido de ida como el de vuelta se disputaron en el Estadio Nacional: en el de ida, la «U» perdió por la cuenta mínima, en tanto que en el de vuelta, remontó y derrotó por 2-1 a Universidad Católica. No obstante, ante la igualdad de goles, sin tiempo suplementario, el título se definió por lanzamientos penales, en los cuales Universidad de Chile cayó por 4-5, proclamándose el cuadro cruzado como campeón del torneo.
Luego, en el Torneo de Apertura 2006 y bajo la dirección técnica de Gustavo Huerta, el club disputó con su archirrival Colo-Colo, la obtención del título: en el Estadio Nacional, los azules cayeron por 1-2 en el duelo de ida, sin embargo, en el partido de vuelta jugado en el mismo estadio, se impusieron por 1-0, obligando a una definición a penales, en la cual la «U» perdió por 2-4, sumando con ello su segunda derrota consecutiva, en instancias finales contra sus clásicos rivales. Además, en el plano institucional, la Corte de Apelaciones de Santiago decretó la quiebra del club por sus deudas cercanas a 5700 millones de pesos con la Tesorería General de la República, siendo designado José Manuel Edwards como síndico de quiebras, quien tuvo como objetivo saldar la deuda con los acreedores del club, proyectando la transformación de este en sociedad anónima o su gerenciamiento por un período de 30 años por una sociedad anónima ajena, como es el caso de Blanco y Negro S.A. en Colo-Colo. En tanto, en el Torneo de Clausura 2006, luego de una mala campaña, Universidad de Chile fue eliminada en cuartos de final por Cobreloa.
En 2007, bajo la administración del síndico Edwards y con el argentino Salvador Capitano como nuevo entrenador, Universidad de Chile, pese a las bajas del «Matador» Salas y de Luis Pedro Figueroa, incorporó a nuevos refuerzos como Jorge Acuña, Francisco Arrué, Patricio Galaz, Marco Estrada, Joel Soto y Mauricio Pinilla, delantero formado en el club y cedido por seis meses por el Hearts de Escocia. No obstante, el mal inicio del equipo en el Torneo de Apertura 2007, motivó la salida de Salvador Capitano de la dirección técnica y la renuncia de Sergio Vargas como gerente técnico, Posteriormente, encabezada por el exdirigente Waldo Mora, la junta de acreedores decidió junto con Edwards la contratación del exjugador y exdirector técnico bicampeón de la «U» en 1994 y 1995, Jorge Socías, para llegar a la banca de los azules. No obstante, el equipo, pese a recuperarse en las fechas siguientes, no pudo obtener el campeonato y terminó en el decimotercer puesto de la tabla de posiciones.

### La era de Azul Azul S.A.
El 25 de mayo de 2007, apoyado por la empresa LarrainVial y en alianza con el mexicano Octavio Colmenares y EuroAmérica, Carlos Heller se adjudicó la concesión de la Corporación de Fútbol Profesional de la Universidad de Chile. Para llevar a cabo la administración del club, se constituyó Azul Azul S.A., una sociedad anónima destinada a desarrollar y explotar la concesión de los activos de la Corfuch durante un plazo de 30 años, prorrogables por 15 años. En tanto, Federico Valdés, fue elegido presidente de Azul Azul S.A.
En tanto, con la llegada de Arturo Salah a la dirección técnica, más el retorno de Marcelo Salas y de Rafael Olarra, y la incorporación de Pedro Morales, la «U» disputó el Torneo de Clausura 2007 llegando a semifinales, instancia en la que enfrentó a su archirrival Colo-Colo. Sin embargo, Universidad de Chile cayó por 0-2 en el Estadio Monumental y luego por 0-1 en el Estadio Nacional, quedando los azules fuera de la carrera por el título, cuyo título fue ganado justamente por el archirrival.
En 2008, el equipo disputó el Torneo de Apertura, quedando fuera de la competencia tras perder ante Everton por 1-3 e igualar 1-1, en semifinales. En tanto, en el Torneo de Clausura el equipo realizó una campaña positiva terminando con el mejor puntaje del grupo 1 y de la tabla general de la fase clasificatoria, al sumar 38 puntos, clasificando con ello a la Copa Libertadores 2009 en calidad de «Chile 3». No obstante, en cuartos de final, los azules perdieron por 0-3 en Calama ante Cobreloa y aunque en el partido de vuelta vencieron por 3-2, la diferencia de goles favoreció al cuadro naranjo y la «U» volvió a quedar fuera de la lucha por el título. También, ese último partido significó la despedida de Raúl Estévez (quien partiría a Unión Española) y del histórico Marcelo Salas (que se retiró del fútbol), quien anotó en aquella ocasión sus dos últimos goles por Universidad de Chile, además de la renuncia de Arturo Salah.
En 2009, con la contratación del uruguayo Sergio Markarián como nuevo director técnico el equipo inició su participación en la Copa Libertadores logrando llegar a octavos de final, ronda en la cual cayó ante Cruzeiro de Brasil. Pese a ello, con figuras como Miguel Pinto, Marco Estrada, Walter Montillo, Emilio Hernández, Manuel Villalobos, Nelson "Pipino" Cuevas y Juan Manuel Olivera, Universidad de Chile se consagró campeón del Torneo de Apertura 2009 al enfrentar a Unión Española en la final: igualaron 1-1 en el partido de ida y en el partido de vuelta, la «U» ganó por 1-0 con anotación de Juan Manuel Olivera a los 63'. A pesar de este logro, Sergio Markarián cumplió su último partido con el cuadro universitario, ya que en cuartos de final anunció dejar su cargo debido a ciertas disconformidades como la falta de fuerza de la institución ante los arbitrajes desfavorables, asumiendo en su lugar el argentino José Basualdo.
Luego, con las incorporaciones del seleccionado uruguayo Mauricio Victorino y del iquiqueño Edson Puch, el club jugó la Copa Sudamericana 2009 logrando dejar afuera a equipos como Deportivo Cali de Colombia e Internacional de Brasil, cayendo en cuartos de final tras empatar 2-2 como visitante y ser derrotado como local por 0-1 ante Fluminense. Paralelamente, por primera vez en su historia en campeonatos nacionales cortos, Universidad de Chile quedó eliminado antes de llegar a los play offs, tras terminar en el décimo lugar de la tabla, con 21 puntos, lo que junto a la eliminación de la Copa Sudamericana, significó que José Basualdo pusiera su cargo a disposición de Azul Azul S.A., que resolvió por desvincularlo de la institución. Sin embargo, el término de año no fue del todo negativo, ya que Universidad de Chile fue considerado como el tercer mejor equipo de Sudamérica de 2009, con 32 puntos, según un ranking publicado por la Conmebol a través de su sitio web oficial, mientras que Miguel Pinto fue elegido el mejor portero de América por votación del diario El País de Uruguay.
Para la temporada 2010, el uruguayo Gerardo Pelusso asumió como nuevo entrenador de Universidad de Chile. Además, arribaron como refuerzos: Gabriel Vargas; el delantero argentino Diego Rivarola, que volvió por tercera vez al cuadro universitario; el portero uruguayo Esteban Conde; y el mediocampista uruguayo Álvaro Fernández. Finalmente, se incorporaron a dos jóvenes promesas del fútbol chileno: el delantero Eduardo Vargas y el defensor Juan Abarca además del defensor argentino Matías Rodríguez. En la Copa Libertadores 2010, tras dejar afuera en octavos de final a Alianza Lima y en la siguiente fase a Flamengo, el club logró llegar en calidad de invicto hasta semifinales por tercera vez en su historia, instancia en la cual, luego de empatar 1-1 con Guadalajara en el Estadio Azteca, cayó 0-2 en casa, quedando eliminado del torneo internacional. Paralelamente, en el campeonato nacional de 2010, la «U» tuvo un positivo arranque en la primera rueda, sin embargo, finalizada su participación en la Copa Libertadores, el club traspasó a Walter Montillo a Cruzeiro de Brasil y a Juan Manuel Olivera a Al-Shabab de Arabia Saudita, lo cual afectó notablemente el aspecto futbolístico del plantel, que se tradujo en una temprana eliminación de la Copa Sudamericana 2010 a manos del cuadro boliviano Oriente Petrolero y en irregulares resultados que terminaron por posicionar a la «U» en el cuarto lugar de la tabla general, con 64 puntos, además de quedar fuera de la Copa Chile Bicentenario ante Lota Schwager. Finalmente, en la Liguilla Pre-Libertadores de 2010, Universidad de Chile fue eliminada luego de igualar 0-0 y caer por 1-4 ante Unión Española. Todo esto puso fin al contrato de Gerardo Pelusso como entrenador, quien anunció su partida de la institución.

### La era Sampaoli, el tricampeonato y el éxito sudamericano
Para 2011, Universidad de Chile apostó por traer a la dirección técnica al argentino Jorge Sampaoli, novel entrenador con una corta trayectoria, pero que, por su forma de entrenar y plantear los partidos, se le ha comparado con Marcelo Bielsa. A él se le sumaron los refuerzos Gustavo Canales, Matías Pérez García, Albert Acevedo, Marcos González, Charles Aránguiz y los arqueros Nery Veloso, que optó por irse a Unión San Felipe, y Johnny Herrera, referente de la hinchada azul que regresó al club en donde se formó como jugador.
En el Torneo de Apertura 2011, la «U» alcanzó el segundo puesto de la fase regular, con treinta y cinco puntos, y clasificó a play offs para enfrentar en cuartos de final a Unión San Felipe, derrotándolo de visita por 2-1 e igualando en casa 1-1, resultados que le permitieron acceder a la siguiente fase. En semifinales su rival fue O'Higgins, al que venció por 1-0 en Rancagua, para luego golearlo por 7-1 en Santiago, clasificando con ello a la final del campeonato, instancia en la que enfrentó a Universidad Católica en un nuevo Clásico Universitario. La final de ida, con Universidad de Chile como local, se disputó en el Estadio Nacional: el cuadro cruzado venció por 2-0 a los azules, resultado que obligaba a la «U» a remontar por tres goles de diferencia en la final de vuelta. Así, el 12 de junio de 2011, nuevamente en el Estadio Nacional, pero bajo la localía de Universidad Católica, el cuadro azul salió a la cancha con el objetivo de obtener el título: en un partido de alta tensión, con una tripleta de Gustavo Canales (dos tiros penales y un gol) junto con un autogol de Juan Eluchans, Universidad de Chile derrotó por 4-1 al cuadro cruzado (cuyo descuento fue de Pratto), dio vuelta el resultado del partido de ida y se tituló campeón del Torneo de Apertura de 2011, su decimocuarta corona. Entre las figuras del equipo destacaron Johnny Herrera, Matías Rodríguez, José Rojas, Charles Aránguiz, Felipe Seymour, Guillermo Marino, Eduardo Vargas, Gustavo Canales, Edson Puch, Diego Rivarola, entre otros.
| Herrera O. González M. González Rojas Aránguiz Díaz Rodríguez Mena Canales Vargas Castro       |
| Alineación titular que disputó y ganó la final de la Copa Sudamericana 2011 (campeón invicto). |

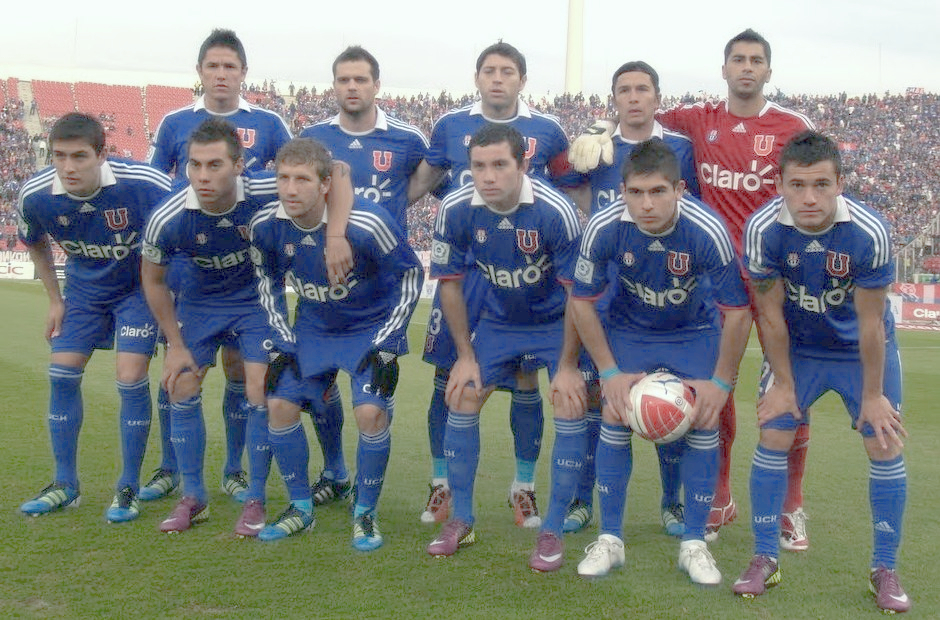
Formación de la «U» en el primer semestre de 2011. De izquierda a derecha. De pie: Gustavo Canales, Guillermo Marino, Jose Rojas, Albert Acevedo y Johnny Herrera; Agachados: Matías Rodríguez, Eduardo Vargas, Felipe Seymour, Eugenio Mena, Francisco Castro y Charles Aránguiz

Por otro lado, en el Torneo de Clausura, Universidad de Chile logró el mejor arranque de un equipo chileno en un campeonato de Primera División, al lograr nueve victorias consecutivas y ostentando veinticuatro goles a favor y tres en contra. Además, la «U» logró quedarse con el primer lugar de la fase regular del campeonato, sacándole 8 puntos de ventaja a Cobreloa, su más cercano competidor.
Paralelamente durante el segundo semestre, el equipo logró de manera invicta la obtención de la Copa Sudamericana 2011. En primera instancia, los azules vencieron a los equipos uruguayos Fénix y Nacional, este último dirigido por Marcelo Gallardo, para posteriormente golear a Flamengo de Brasil (que por entonces contaba con el extraordinario Ronaldinho Gaúcho). En cuartos de final vencieron a Arsenal de Argentina entrenado por Gustavo Alfaro, y en semifinales a Vasco da Gama de Brasil comandado por su estrella Juninho Pernambucano. En la final enfrentaron a Liga de Quito de Ecuador (campeón de la Recopa Sudamericana 2010), venciendo 1-0 en el partido de ida en Ecuador y 3-0 en el de vuelta en Chile. Esta fue la primera "Final del Pacífico" en la historia de las competiciones continentales de Conmebol.
Eduardo Vargas fue elegido como mejor jugador del torneo, además de ser el goleador con 11 goles. En tanto, Charles Aránguiz fue elegido como el mejor jugador de la final. Universidad de Chile se transformó en el mejor campeón en la historia de la Copa Sudamericana, luego de ganar 10 partidos y empatar otros 2, además de ser Johnny Herrera el arquero menos batido del certamen con solo dos goles en contra.

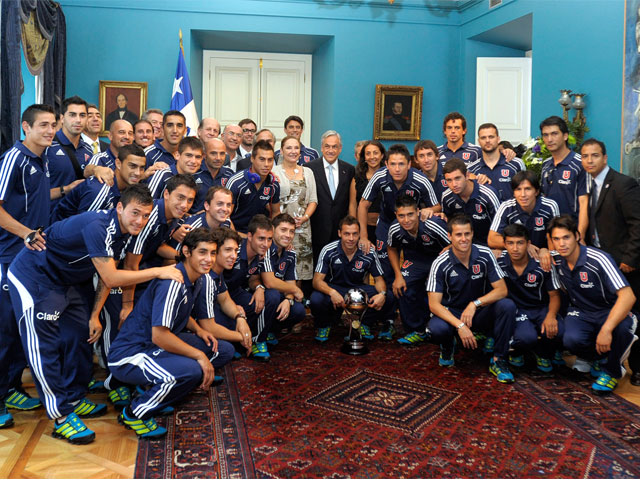
El equipo de Universidad de Chile visita el Palacio de La Moneda, luego de obtener la Copa Sudamericana 2011.

El jueves 29 de diciembre de 2011 Universidad de Chile gana el Bicampeonato empatando 0-0 en Calama y venciendo 3-0 a Cobreloa en la final del Clausura 2011. Un nuevo récord, logrando por primera vez en la historia del fútbol chileno la Triple Corona, al obtener el Apertura 2011, la Copa Sudamericana 2011 y el Clausura 2011.
Como consecuencia de la campaña del año 2011, Universidad de Chile logró ser el séptimo mejor equipo del mundo, de acuerdo al ranking mundial de la IFFHS, detrás de Barcelona, Real Madrid, Vélez Sarsfield, Manchester United, Manchester City y Santos.
Posteriormente, a finales de 2011, se concreta la venta de Eduardo Vargas (al Nápoli), Gabriel Vargas (a Universidad de Concepción), y de Marcos González Salazar a Flamengo. En el primer semestre de 2012 se incorporaron Junior Fernandes, Roberto Cereceda, Emilio Hernández, Raúl Ruidíaz, Pedro Morales (cedido a préstamo desde el Dínamo de Zagreb) y Eduardo Morante.
Ese mismo año, Universidad de Chile llega por cuarta vez en su historia a semifinales de Copa Libertadores, esta vez en la edición de 2012. Durante esta instancia, la «U» venció a Peñarol, Atlético Nacional y Godoy Cruz en fase de grupos. Luego derrotó en octavos de final a Deportivo Quito, con una remontada histórica de 6-0 (tras haber caído 4-1 en Ecuador); mientras que en cuartos de final venció a Libertad de Paraguay mediante definición desde el punto penal. Sin embargo, en semifinales cayó ante Boca Juniors (con una derrota 2-0 en Buenos Aires, y un empate 0-0 en Santiago), quedando eliminado del certamen.
Dos semanas después, Universidad de Chile consigue el primer tricampeonato de su historia al ganar el Torneo de Apertura 2012, cuya final ante O’Higgins se definió mediante lanzamientos desde el punto penal. Cabe consignar que, previamente a ello, la «U» venció por playoffs a Cobreloa y Colo-Colo (a este último en una remontada de 4-0, tras haber caído 2-0 en el encuentro de ida).
Posteriormente, el 1 de agosto del mismo año «la U» cae en tanda de penales ante el Kashima Antlers de Japón por la Copa Suruga Bank 2012, y en septiembre ante Santos FC de Brasil por la Recopa Sudamericana 2012 (con un empate 0-0 en Santiago y una derrota 2-0 en São Paulo). Además de ello, en octubre llega a cuartos de final de la Copa Sudamericana 2012 tras vencer a Emelec de Ecuador y caer ante Sao Paulo FC de Brasil. En aquellas instancias, la «U» estaba posicionada como el segundo mejor club del mundo según la Clasificación mundial de clubes según la IFFHS, entre agosto y octubre de 2012. Sin embargo, tras caer por goleada ante el Sao Paulo FC por 0-5, la «U» descendió puestos hasta caer entre los puestos 20-50.
También clasificó a cuartos de final del Torneo de Clausura 2012 al quedar segundo en la tabla de clasificación con los mismos puntos que su archirrival, Colo-Colo, pero por debajo de este por diferencia de goles. La "U" quedó eliminada en aquella instancia por la Unión Española tras empatar 0-0 en el Santa Laura y perdiendo 1-4 en el Estadio Nacional el 25 de noviembre.
Finalmente, el gran éxito que tuvo Jorge Sampaoli en Universidad de Chile (donde consiguió un tricampeonato y una Copa Sudamericana) lo hizo ser el principal candidato para asumir la Selección Chilena (luego de que Claudio Borghi fuese destituido), lo cual se concretó el 3 de diciembre de 2012. Así culminó uno de los procesos más exitosos en la historia del club: la era Sampaoli.

### La irregularidad, los campeonatos de 2014 y 2017, y un casi segundo descenso con cinco malas campañas (2012-2022)
El 13 de diciembre de 2012, el argentino Darío Franco fue presentado como nuevo director técnico del club. A su llegada se sumó el fichaje de diversos jugadores, donde entre los más destacados estaban Ramón Fernández, Isaac Díaz, y César Cortés.
El 8 de mayo de 2013, Universidad de Chile gana la Copa Chile 2012-13 (la cuarta en su historia), venciendo 2-1 a Universidad Católica en la final del certamen, clasificándose así de manera directa a la Copa Sudamericana 2013. A su vez esta copa permitió a Johnny Herrera pasar a la historia del club como el futbolista que más torneos ha ganado con Universidad de Chile (con nueve en total) superando en uno a Luis Musrri. Además, cabe destacar que previo a la final de Copa Chile, «la U» había vencido 3-2 a Colo-Colo en el Clásico del fútbol chileno, con dos goles de Juan Ignacio Duma y uno de Charles Aránguiz (al minuto 89 de partido) para los azules.
Pese a ello, Darío Franco fue muy criticado en gran parte de su proceso como técnico en el club, y fue destituido oficialmente el 11 de julio de 2013. Al día siguiente fue presentado Marco Antonio Figueroa como nuevo entrenador de Universidad de Chile, con el cual pese a no conseguirse el Torneo de Apertura 2013 (quedó ubicado en el 4° lugar), se logró la clasificación a la Copa Libertadores 2014 tras ganar la Liguilla Pre-Libertadores.
Sin embargo, tras los malos resultados obtenidos al inicio del Torneo Clausura, Figueroa fue destituido en enero de 2014, y asumió interinamente Cristián Romero además de sumarse los fichajes de Matías Caruzzo y Rodrigo Mora. El 6 de febrero de 2014, Universidad de Chile se convirtió en el único equipo chileno que acumula victorias de visita en todos los países que integran la Conmebol, al derrotar por un marcador de 3-2 a Guaraní de Paraguay en el Estadio Defensores del Chaco por la primera fase de la Copa Libertadores. Posteriormente el equipo fue eliminado en fase de grupos (por diferencia de gol) y obtuvo muy malos resultados en el torneo nacional (incluyendo una derrota en el superclásico contra Colo-Colo), finalizando en la 12° posición, donde eso sí sobresalió una considerable victoria 3-0 de visita en el Clásico universitario ante Universidad Católica. En tanto, el día 24 de abril de 2014, el nuevo presidente del club Carlos Heller, quien asumió el 7 de abril, anuncia oficialmente que el estadio de Universidad de Chile se construirá en el sector de Laguna Carén, en la comuna de Pudahuel.

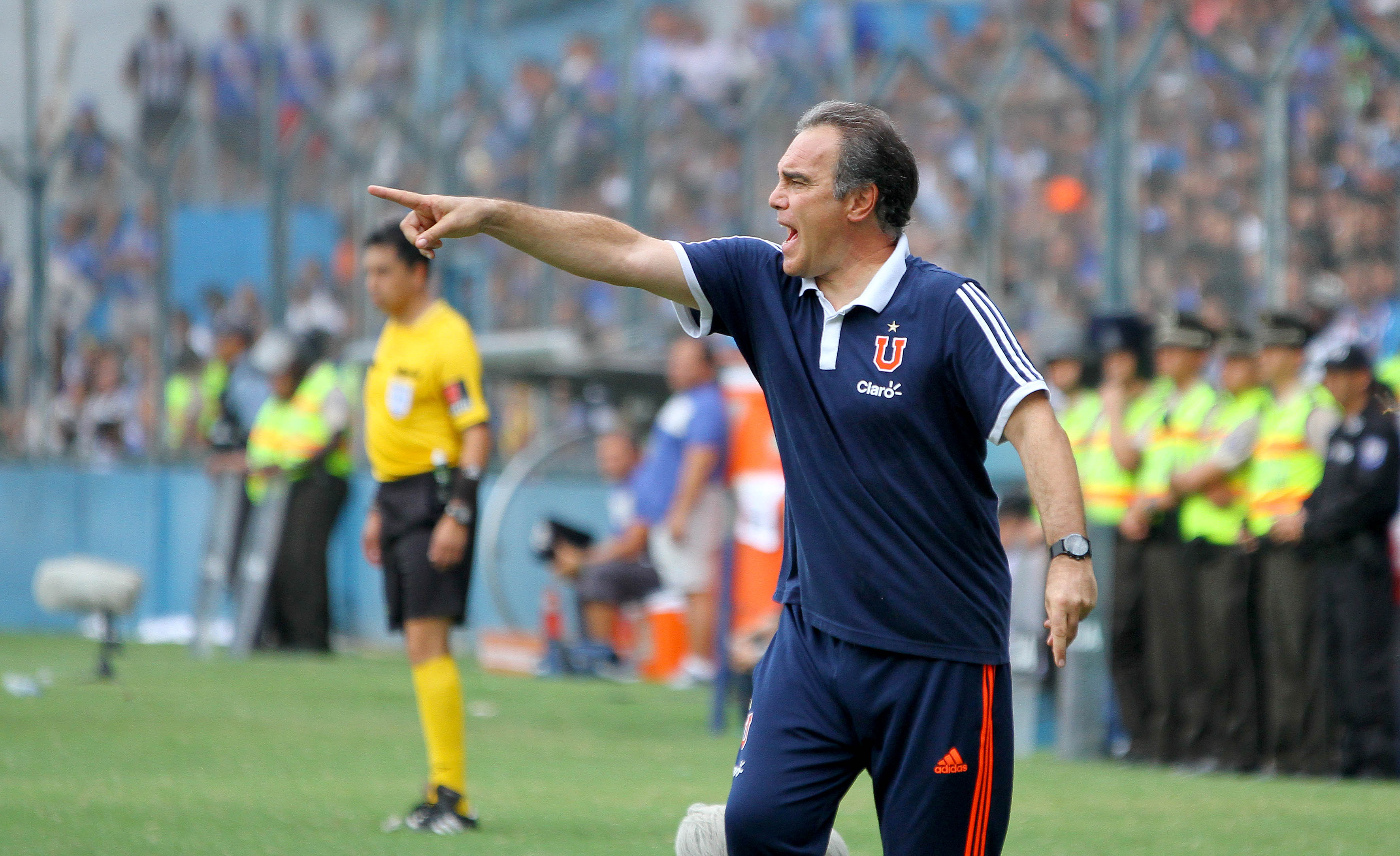
El uruguayo Martín Lasarte dirigió el club consiguiendo el Torneo de Apertura 2014, y las Supercopa y Copa Chile, ambas en 2015.

Posteriormente, el 16 de mayo se concretó la llegada del uruguayo Martín Lasarte a la dirección técnica del club, como asimismo los fichajes de Gustavo Canales, Gonzalo Espinoza, Mathías Corujo, Guzmán Pereira, Cristián Suárez, Benjamín Vidal, entre otros. Con Lasarte, el equipo tuvo una gran campaña que lo catapultó a ser campeón del Apertura del año 2014 (17° campeonato en la historia del club), en uno de los torneos más disputados en la historia del fútbol chileno, diferenciándose por un punto de Santiago Wanderers y tres de Colo-Colo. Con ello Universidad de Chile clasificó como Chile 2 a la Copa Libertadores 2015, campeonato donde finalmente no pasaría de fase de grupos, producto de un mal semestre que además dejó al equipo ubicado en el 7° lugar del Torneo de Clausura 2015.

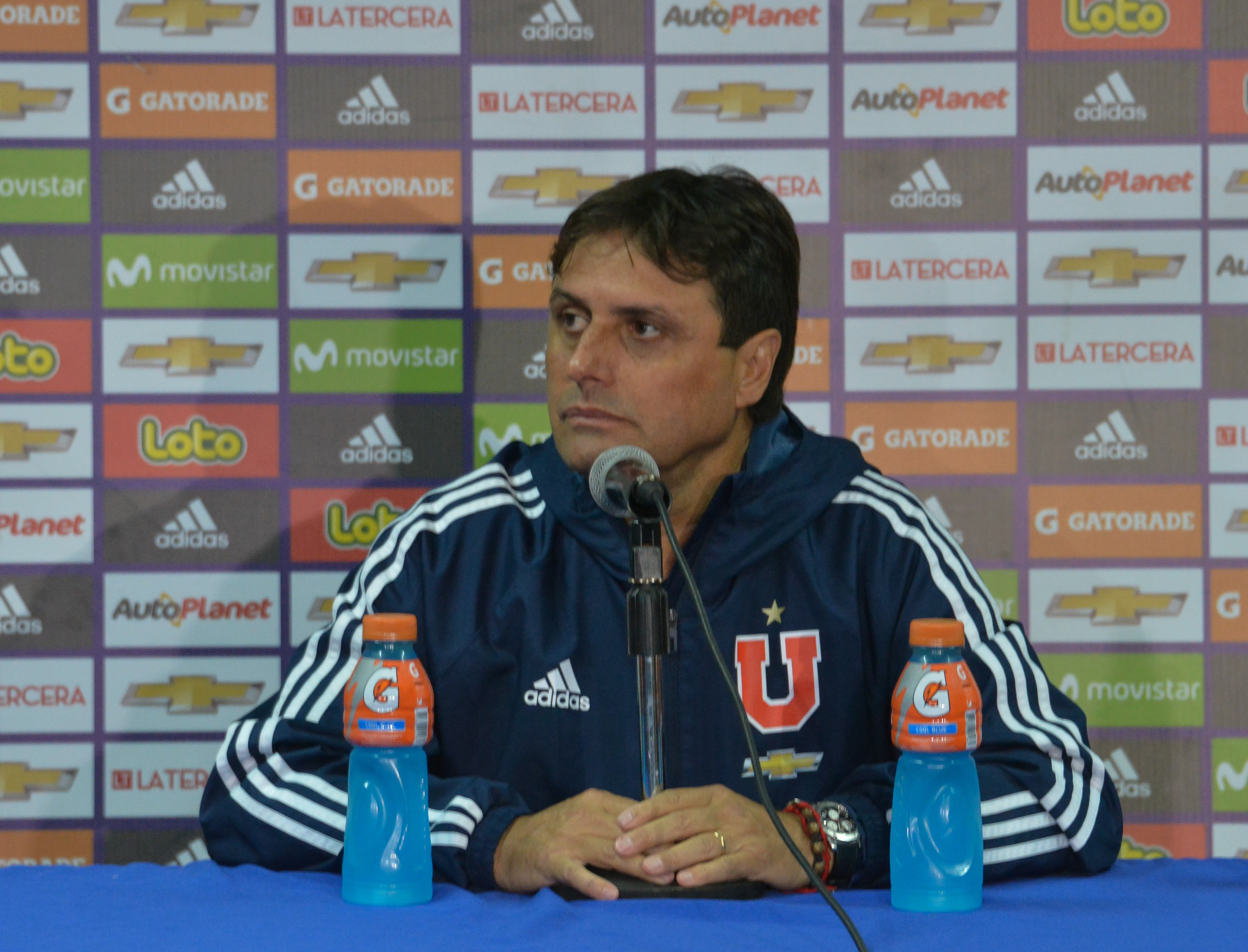
El argentino Ángel Guillermo Hoyos consiguió el título más reciente del club: el Torneo de Clausura 2017.

Meses más tarde las cosas no mejoraron para el conjunto laico, teniendo un bajo rendimiento que lo dejó ubicado en el 11° lugar del Torneo de Apertura. Sin embargo, ganó la Supercopa de Chile y luego se consagró campeón de la Copa Chile 2015, venciendo en esta última en la final a su rival histórico Colo-Colo mediante definición a penales. Con ello, los azules se clasificaron como Chile 3 a la primera fase de Copa Libertadores 2016.
El año 2016 fue ingrato para el club. Sebastián Beccacece arribó al club y asumió la dirección técnica teniendo malos resultados. Los azules no pudieron superar la primera fase de la Copa Libertadores, y en el plano local cosecharon un mal rendimiento que los alejó de puestos de título, lo cual se mantuvo con la llegada de Víctor Hugo Castañeda durante el segundo semestre.
En diciembre de 2016, la directiva del club contrató al argentino Ángel Guillermo Hoyos para que dirigiera al equipo, técnico que levantó considerablemente su rendimiento y terminó consagrándose campeón del Torneo de Clausura 2017. Entre las figuras del título estuvieron Lorenzo Reyes, Jean Beausejour, Gustavo Lorenzetti y, sobre todo, el goleador del campeonato Felipe Mora (con 13 anotaciones).

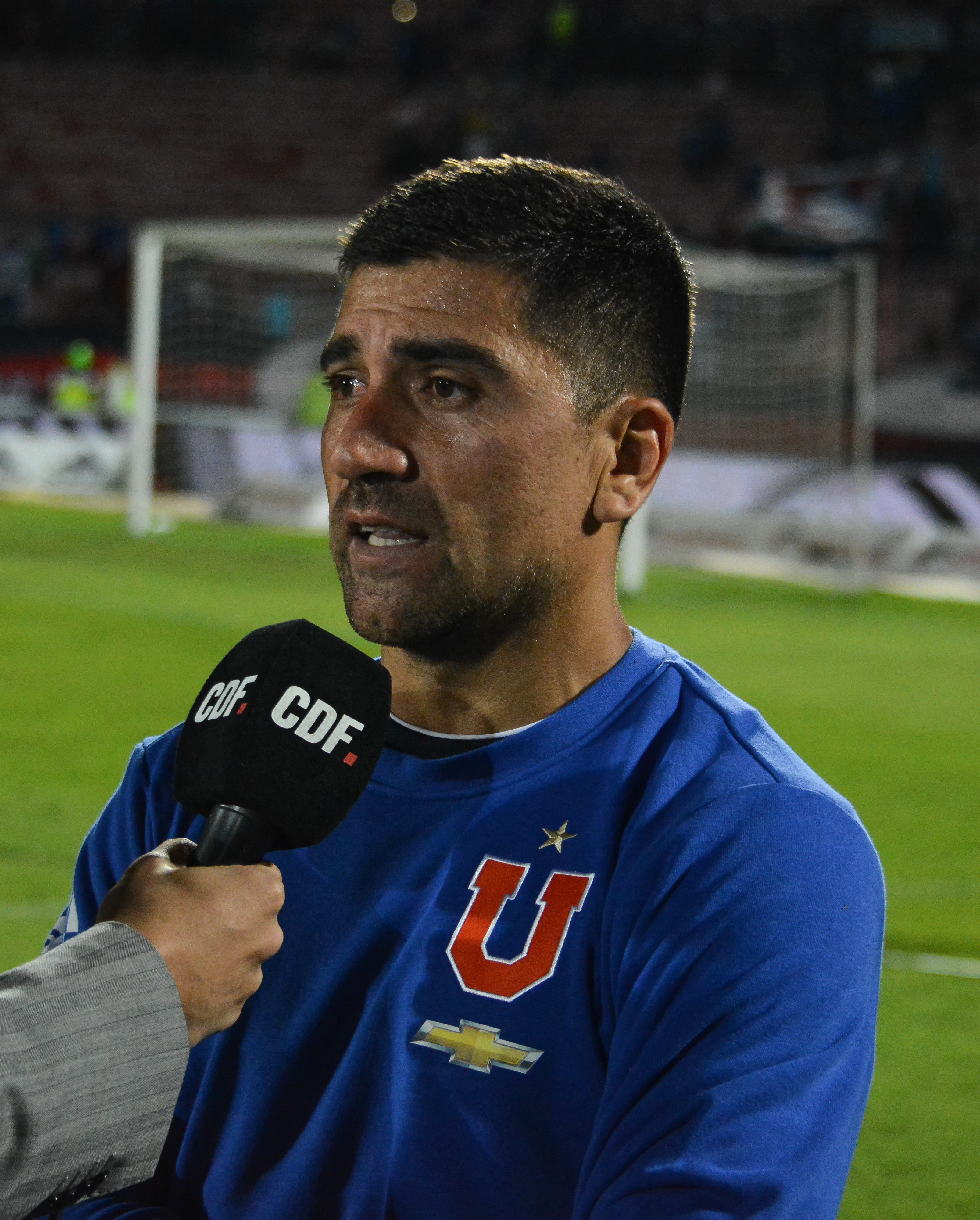
David Pizarro, el talentoso volante porteño campeón del Clausura 2017, tiene el récord de ser el único chileno en ser medallista olímpico (Sídney 2000) y campeón de América (Chile 2015)

Tras la consagración en uno de los campeonatos nacionales más disputados de la historia (superando por solo un punto a su rival histórico Colo-Colo), el equipo clasificó a la Copa Libertadores. No obstante, en 2018 no logró superar la fase de grupos del certamen sudamericano y, tras una mala racha en el torneo local, la directiva laica optó por desvincular al DT. En su reemplazo, asumió interinamente Esteban Valencia hasta el fin del primer semestre, y luego arribó (tras una excelente campaña con Talleres de Córdoba) el trasandino Frank Darío Kudelka.
Kudelka llegó a la institución en mayo de 2018, cumpliendo una campaña destacada que lo ubicó tercero del torneo nacional. Sin embargo, la temprana eliminación del club en la fase previa de la Copa Libertadores, sumado a importantes problemas con la dirigencia, terminaron en su renuncia en marzo de 2019. Su reemplazante fue el uruguayo Alfredo Arias.
El proceso técnico de Arias fue muy desafortunado. En el campeonato nacional dirigió doce partidos y solo ganó uno, empató siete y perdió cuatro, alcanzando con esto un 27,8 % de rendimiento que más tarde complicó seriamente al club con un posible descenso de categoría (la U terminó penúltima a falta de cinco fechas en un torneo que finalmente no tuvo descenso y se suspendió por incidentes de las Protestas en Chile de 2019). Durante el mismo período, la opaca situación deportiva derivó en una importante reestructuración al interior de Azul Azul S.A., que -entre otras cosas- incluyó la asunción de José Luis Navarrete como presidente de Azul Azul, cambios de directores, y el posterior despido de Arias en agosto de 2019, quien fue sustituido por el argentino Hernán Caputto. Asimismo, en diciembre de 2019 se dio a conocer la salida del arquero Johnny Herrera, uno de los principales referentes históricos del equipo.

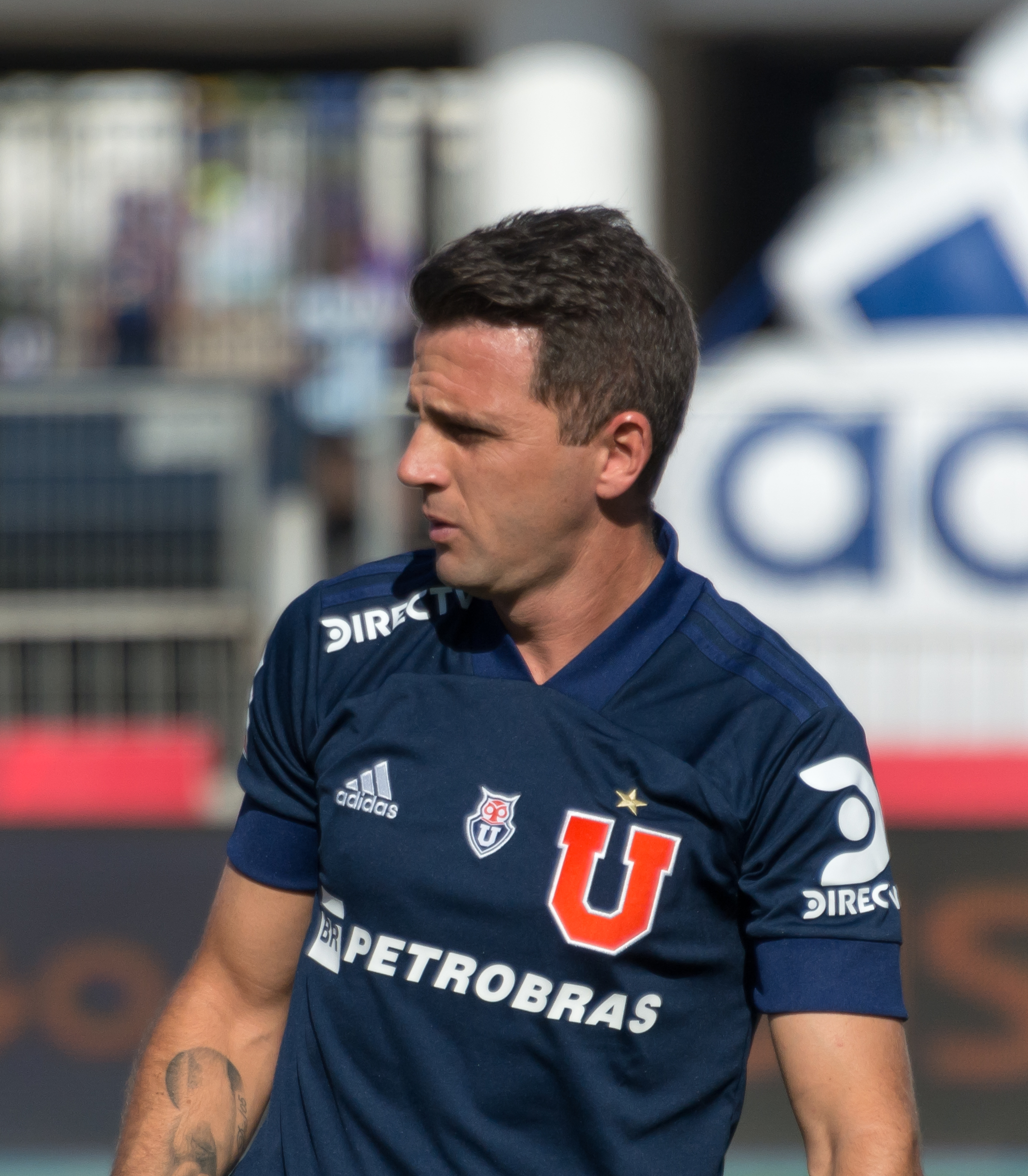
Walter Montillo fue una de las figuras del campeonato de Apertura 2009 y el equipo que llegó a semifinales de la Copa Libertadores 2010. Su retorno fue clave para que el equipo mantuviera la categoría en la temporada 2020.

En 2020 el cuadro azul incorporó entre sus filas a varios refuerzos importantes con el objetivo principal de mantener la categoría, luego que las autoridades del fútbol nacional determinaran una tabla anual que consideraba los resultados del año anterior y del presente. Por lo mismo, el directorio decidió las incorporaciones de Joaquín Larrivey, Pablo Aránguiz, Luis del Pino Mago, Reinaldo Lenis (segundo semestre), Sebastián Galani, Fernando Cornejo Miranda, entre otros. No obstante, el fichaje mediática y deportivamente más importante del año fue el de Walter Montillo, quien regresó al club después de diez años, y en un gran momento tras brillar en Tigre de Argentina.
Pese a los cambios vividos a nivel de plantel, 2020 también fue un año muy convulsionado para el elenco laico. A la pandemia de COVID-19 que afectó al fútbol nacional e internacional (y que mantuvo paralizado el torneo durante varios meses), se sumó un rendimiento muy irregular del equipo, que terminó con la salida de Hernán Caputto y la llegada del DT venezolano Rafael Dudamel. Así, y tras varios vaivenes en cuanto a resultados, finalmente la U terminó en febrero de 2021 sellando su continuidad en la máxima categoría del balompié, e incluso clasificando a primeras fases de Copa Libertadores 2021 tras quedar tercera en la tabla de posiciones. Asimismo selló la salida de Matías Rodríguez, Jean Beausejour y Walter Montillo, quien se retiró de la actividad siendo una de las figuras azules durante la temporada.
En la temporada 2021, Universidad de Chile vivió su peor momento futbolístico desde 1991, llegando a la última fecha del torneo con claras opciones de descender. En un campeonato muy irregular, con un segundo semestre de resultados paupérrimos y cambios de técnicos, necesitaba de una victoria contra Unión La Calera para sellar su continuidad en Primera División, lo que no se dio hasta los últimos diez minutos. El equipo laico caía 2-0 ante su rival hasta el minuto 84, momento en que logró una increíble y épica remontada venciendo 3-2, con dos goles del defensa Ramón Arias (84' y 93') y el delantero Junior Fernandes (94'). Dicho encuentro fue bautizado por la prensa como el "Milagro de Rancagua".
2022 igualmente fue un año muy negativo para el club a nivel deportivo, con una campaña que lo hizo pelear en la parte baja de la tabla, estando varias fechas temiendo un posible descenso. El conjunto laico finalizó en el 13° lugar de un total de 16 equipos, quedando a tres unidades de la pérdida de categoría, en una temporada en que fue entrenado por Santiago Escobar, Diego López y Sebastián Miranda.
Posteriormente, el 14 de diciembre de 2022, el argentino Mauricio Pellegrino fue presentado como nuevo director técnico del club, a lo que se sumó el fichaje de varios jugadores, siendo los más destacados Leandro Fernández, Matías Zaldivia, Nicolás Guerra y Cristopher Toselli. Con Pellegrino en la banca azul el equipo tuvo un auspicioso primer semestre, llegando a estar en la cima de la tabla de posiciones; sin embargo, en el segundo semestre evidenció una considerable baja de rendimiento que lo terminó ubicando en el noveno lugar del torneo, fuera de zona de clasificación a copas internacionales para 2024. Con esto, y tras finalizar esta irregular campaña, se concretó la salida del DT.
El 23 de diciembre de 2023, la directiva del conjunto azul contrató al técnico argentino Gustavo Álvarez, entrenador que levantó considerablemente el rendimiento que había tenido el equipo en las últimas temporadas. Tras importantes incorporaciones como Gabriel Castellón, Franco Calderón, Marcelo Díaz, Charles Aránguiz (en el segundo semestre), Fabián Hormazábal y Maximiliano Guerrero, el cuadro laico peleó el torneo nacional hasta la última fecha, finalizando en 2° lugar, y consagrándose campeón de la Copa Chile 2024 venciendo en la final a Ñublense. Esta buena campaña a nivel local le permitió clasificar directamente a fase de grupos de Copa Libertadores 2025. 

## Administración
Desde su fundación en 1911, el Internado Football Club constituyó la rama de fútbol del «Club Atlético Internado Barros Arana», hasta que en abril de 1919 fue reorganizado, estableciéndose que no tendría en lo sucesivo relación alguna con el establecimiento cuyo nombre llevaba. En esta etapa destacaron Carlos Fanta Tomaszewski —fundador, jugador y primer presidente del club— y Leotardo Matus Zapata —profesor del Internado Nacional Barros Arana— como primeras figuras dirigenciales del club.

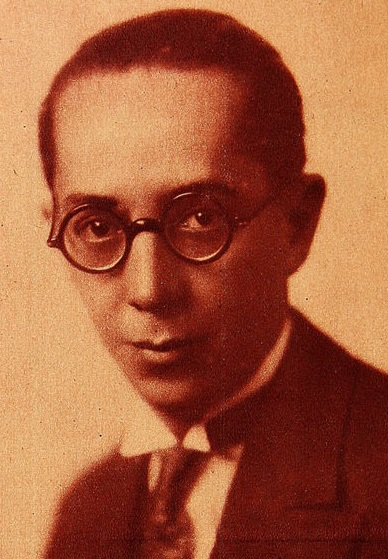
Arturo Flores Conejeros, principal impulsor de la fusión de la entidad polideportiva denominada «Club Universitario de Deportes».

Seguidamente, en la década de 1920 y de la mano de su presidente Arturo Flores Conejeros, el Internado Football Club inició un proceso de fusión con otras disciplinas deportivas —especialmente ligadas a la Federación Universitaria de Deportes— con el objetivo de fundar al «Club Universitario de Deportes de Chile», cuyos estatutos y acta de aprobación de los mismos, fueron reducidos a escritura pública notarial el 29 de octubre de 1928.
Luego de haber contado incluso con elementos de la Federación Deportiva de la Universidad Católica, el 8 de abril de 1934, bajo la rectoría de Juvenal Hernández Jaque, se produjo una reestructuración interna impulsada por la Universidad de Chile que terminó por apropiarse del Club Universitario de Deportes, a través del Decreto N.° 72 que creaba el cargo de «Consejero de Deportes», con lo cual la entidad polideportiva pasó a llamarse definitivamente «Club Deportivo de la Universidad de Chile», designándose un directorio nacional encabezado por el propio Arturo Flores Conejeros. De esta manera, la «U», como rama de fútbol, formó parte del Club Deportivo de la Universidad de Chile, este último dependiente en forma directa de la casa de estudios hasta su disolución por decreto institucional en 1984, siendo reemplazado por el Servicio de Deportes y Recreación. Sin embargo, durante la dictadura militar de Augusto Pinochet (1973-1990) se decretaron una serie de medidas en las universidades estatales, la Universidad de Chile y la Universidad Técnica del Estado, en virtud de las cuales, ningún funcionario podía recibir una remuneración más alta que un decano. Esta decisión fue en desmedro directo del equipo de fútbol, que debió dejar partir a varios jugadores, así como verse imposibilitado de competir económicamente con otros clubes de la época. La situación provocó que, a mediados de la década de 1970, la institución se encontrase sumida en una profunda crisis económica, ante lo cual, Rolando Molina, presidente de la rama de fútbol, y un grupo de dirigentes solicitaron a la Junta de Gobierno de la dictadura militar, en 1974, la intervención formal del club. No obstante, ante la disposición de la FIFA de desafiliar a las federaciones que permitiesen la intervención gubernamental en la administración de algún club, la solicitud fue rechazada. Cabe mencionar que, durante la dictadura militar, los presidentes y dirigentes de los clubes deportivos universitarios, tanto de la Universidad de Chile como de la Universidad Católica, eran escogidos por el gobierno bajo el sistema de rectores-delegados.

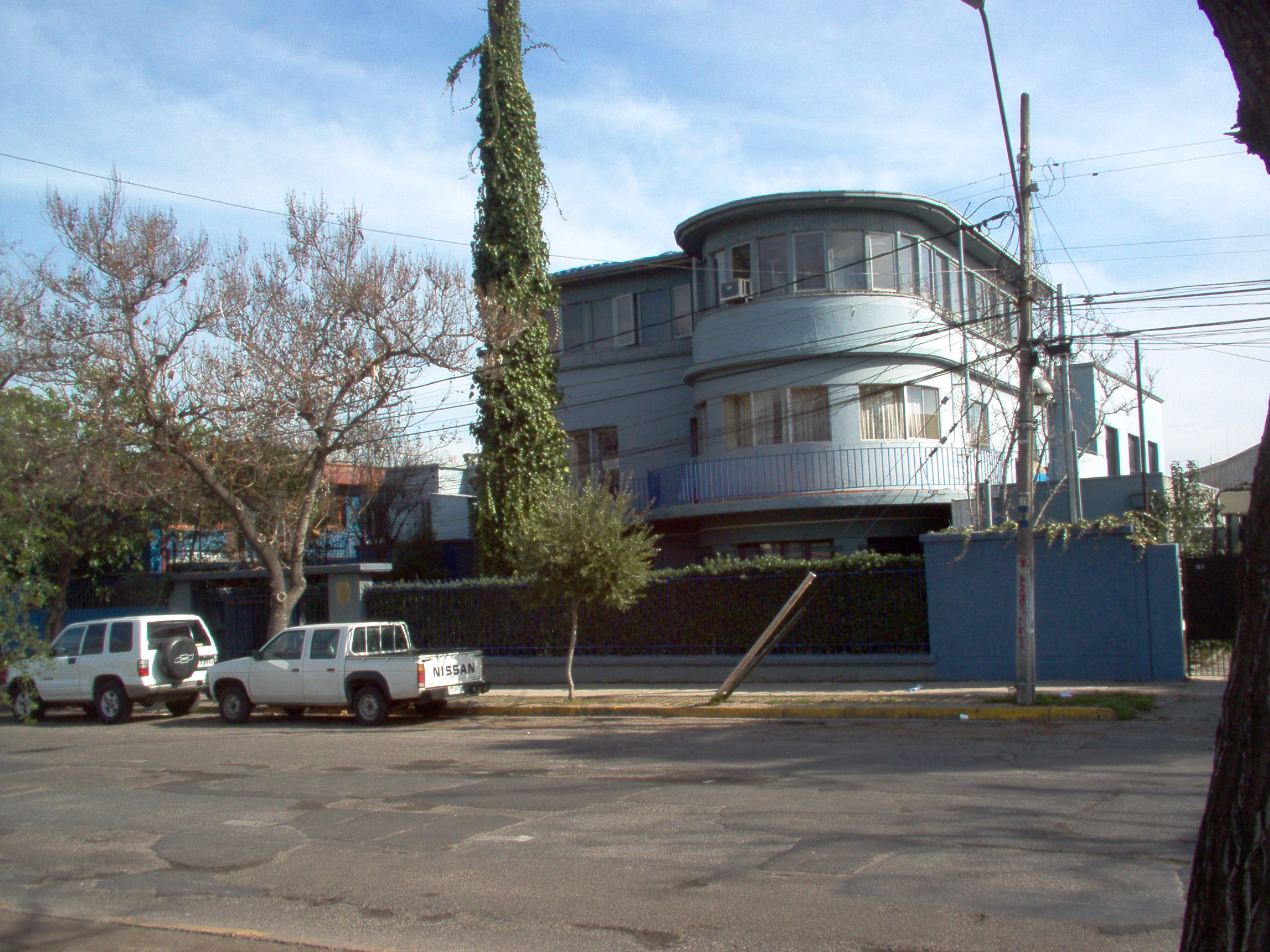
Ex sede de la Corfuch, en Avenida Campo de Deportes N.° 565, comuna de Ñuñoa, Santiago de Chile.

Finalmente, el 1 de diciembre de 1978, bajo la presidencia de Rolando Molina, la rama de fútbol del Club Deportivo de la Universidad de Chile se transformó en la Corporación de Fútbol Profesional de la Universidad de Chile (Corfuch), entidad de derecho privado presidida por el mismo Molina. Al ser creada la Corfuch, hubo un informe de la Rectoría de la Universidad de Chile respecto a la situación de la rama de fútbol, cuyas conclusiones eran negativas: los azules tenían deudas por 1 700 000 dólares, lo que implicaba que para formar la corporación bajo el alero de la universidad era necesario, además, soportar un millonario ejercicio deficitario. Por lo tanto, desde el 1 de septiembre de 1980, la Corfuch se desvinculó jurídica, administrativa y financieramente de la casa de estudios fundada por Andrés Bello, conservando de esta, únicamente, el nombre de «Universidad de Chile» y sus emblemas. No obstante lo anterior, el medio nacional y la Asociación Central de Fútbol (actual ANFP) siguieron reconociendo en la Corfuch al Club Deportivo de la Universidad de Chile.
Pese a lo anterior, en 1984, bajo la presidencia de Ambrosio Rodríguez, los sueldos no eran pagados en la fecha estipulada y eso provocaba el malestar entre los jugadores. Hubo hasta conatos de huelga, con el plantel negándose a jugar en algunos fines de semana. En agosto de ese año, los dirigentes desmintieron los rumores de embargos a los bienes del club, mientras que Rodríguez descartó una posible intervención a la «U» por parte de la Asociación Central de Fútbol. Sin embargo, para poder solventar al club económicamente, los dirigentes decidieron rebajar, en un porcentaje considerable, los sueldos de los integrantes del cuerpo técnico, así como el de muchos jugadores. Repercutió también la crisis sufrida por el fútbol chileno en la primera mitad de la década de 1980, la que tuvo que ser paliada gracias a aportes estatales, que además sirvieron para costear algunas incorporaciones. Además, bajo la gestión de Rolando Molina, esta vez al mando de la ACF, la deuda de este organismo y de los clubes que lo integraban aumentó proporcionalmente diez veces: la deuda de los clubes a la ACF creció de 97 000 000 de pesos en 1978 a 907 000 000 millones en 1984; y la deuda de la ACF con el sector financiero creció de 21 000 000 a 873 000 000 de pesos en el mismo período. De las acreencias totales del fútbol chileno, el 43 % eran representadas por deudas de la Corfuch, a quien la ACF sirvió de aval anteriormente. Finalmente, en 1985, tras una serie de discusiones y renegociaciones, la intervención externa en la institución fue un hecho, formándose un nuevo directorio compuesto casi en su totalidad por representantes de los bancos acreedores. Rodríguez no tuvo salida y presentó su renuncia a la «U», siendo reemplazado por el doctor Julio Montt.

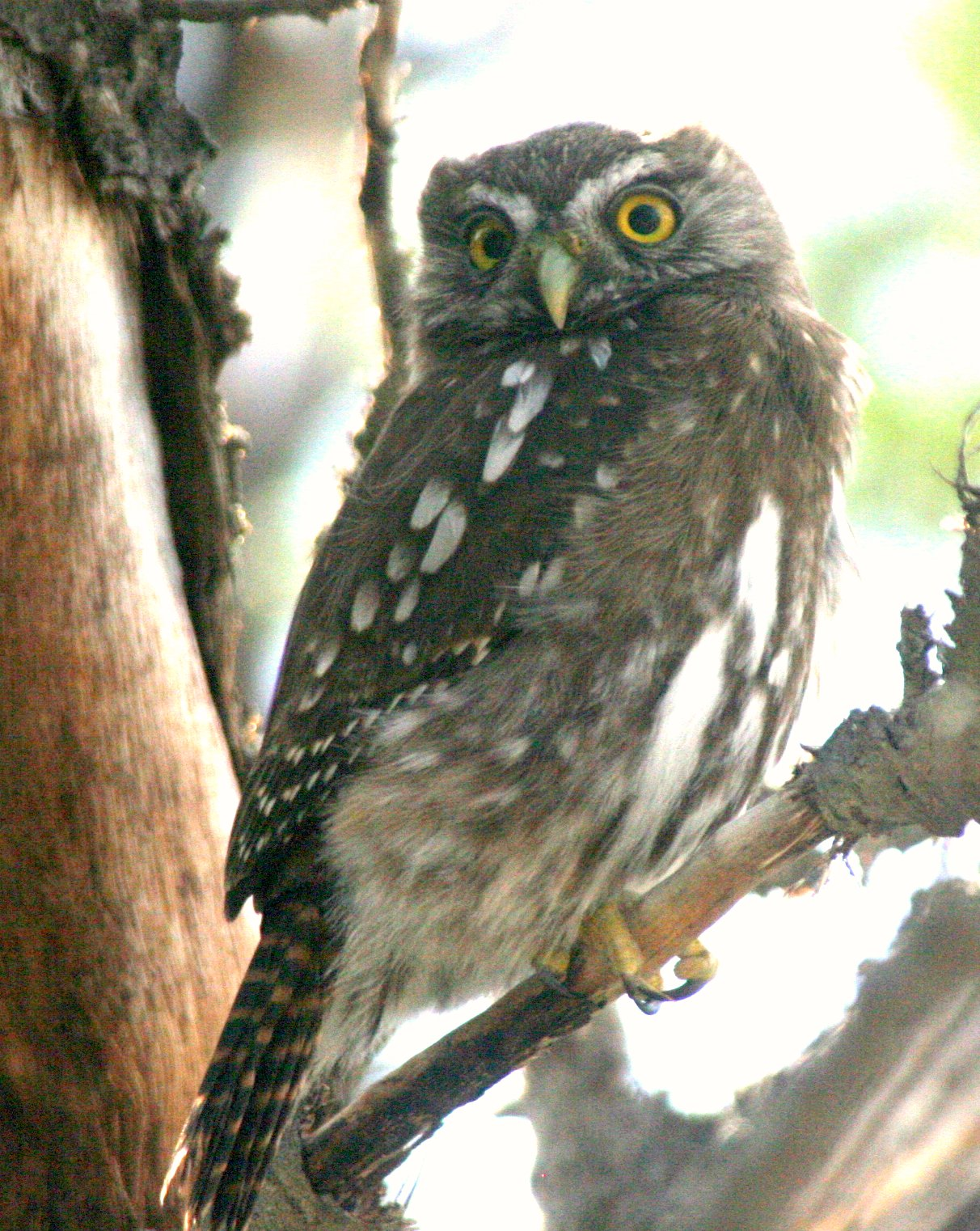
El chuncho, ave utilizada en la insignia del club.

A fines de la década de 1980, bajo la presidencia de Waldo Greene y con el descenso a Segunda División, el club estuvo al borde de la desaparición. No obstante, en 1992, el médico René Orozco asumió la presidencia de la Corfuch con el compromiso de sanear al club de la crisis deportiva y económica en la que se encontraba sumido, solucionándolo en parte con la obtención de los bicampeonatos nacionales de 1994-1995 y 1999-2000, que permitieron aumentar de manera considerable los ingresos del club. Sin embargo, en 2003, la administración de Orozco empezó a mostrar sus primeras señales de agotamiento hasta que, a fines de ese año, la Tesorería General de la República solicitó la quiebra de la Corfuch ante el Séptimo Juzgado Civil de Santiago por deudas impositivas de alrededor de 5400 millones de pesos que el club mantenía con el Fisco, petición que en abril de 2004 fue rechazada y cuya resolución que luego fue apelada por la Tesorería General de la República. En tanto, poco después de firmar en la Dirección del Trabajo un acuerdo con los funcionarios del club respecto a sueldos impagos y deudas previsionales, René Orozco renunció en noviembre de 2004 a la presidencia de la Corfuch, argumentando cansancio y ataques de los medios y del entonces diputado Waldo Mora. En su lugar, Lino Díaz asumió el mandato del club.
Luego, en 2006, en virtud de la adecuación jurídica de los clubes de fútbol exigida por la Ley N.º 20.019 de Sociedades Anónimas Deportivas Profesionales (S.A.D.P.), el 6 de mayo, por amplia mayoría, la asamblea de socios de la Corfuch decidió que el club se mantuviera como corporación de fútbol con la consiguiente creación de un fondo de inversión denominado de «Deporte Profesional», rechazando de plano la posibilidad de transformarlo en sociedad anónima o que este fuese gerenciado por un período de 30 años por una sociedad anónima ajena al club, como es el caso de Blanco y Negro S.A. en Colo-Colo. Sin embargo, el 26 de mayo, la Cuarta Sala de la Corte de Apelaciones de Santiago revirtió el fallo pronunciado en primera instancia por el Séptimo Juzgado Civil en 2004 y decretó la quiebra del club por sus deudas cercanas a 5700 millones de pesos con la Tesorería General de la República, siendo designado José Manuel Edwards como síndico de quiebras, quien asumió sus funciones el 10 de julio. De ese modo, quedó sin efecto la decisión de la asamblea de socios, ya que en caso de quiebra, esta responsabilidad le compete exclusivamente a la junta de acreedores, quienes optaron entregar al club a una concesionaria. Ante esta situación, Lino Díaz amenazó con disolver la Corfuch, lo que hubiese significado la desafiliación del club por parte de la ANFP, sin embargo, la idea fue rechazada ampliamente por hinchas, jugadores y la sindicatura. Finalmente, el 18 de diciembre, la Sala Civil de la Corte Suprema ratificó por unanimidad la quiebra de Universidad de Chile.
Finalmente, tras el remate y adjudicación de los terrenos de la «Ciudad Azul», uno de los proyectos emblemáticos del expresidente René Orozco, y pese a las protestas de Los de Abajo y de los hinchas en general, el 25 de mayo de 2007, ante el tribunal de la quiebra y apoyado por la empresa de servicios financieros LarrainVial y en alianza con el mexicano Octavio Colmenares y EuroAmérica, el empresario Carlos Heller se adjudicó por el precio mínimo de 3 333 333 334 pesos chilenos (US$6,3 millones) la concesión de la Corporación de Fútbol Profesional de la Universidad de Chile. Para llevar a cabo la administración del club, se constituyó Azul Azul S.A., una sociedad anónima abierta creada con el objeto de garantizar el pago de cerca del 100 % de las acreencias contra el club a la fecha del remate, así como el pago de la deuda tributaria, y de desarrollar y explotar la concesión de los activos de la Corfuch durante un plazo de treinta años, prorrogables por quince años más en el caso de que la deuda tributaria de la que Azul Azul S.A. es codeudor solidario fuese pagada durante ese período inicial. En cuanto al directorio, en agosto, Federico Valdés fue elegido presidente de Azul Azul S.A., mientras que Carlos Heller fue elegido como vicepresidente. Además, la Universidad de Chile autorizó a la empresa concesionaria el uso de su nombre, símbolos, emblemas y marcas. Y como contraprestación, la casa de estudios tiene el derecho de elegir dos directores de la compañía, de un total de once, y el derecho al cobro de un royalty anual equivalente al 1,05 % de los ingresos correspondientes a los años 2007 y 2008, y que para los años 2012 y siguientes se calculará considerando el monto mayor entre el 1,05 % de los ingresos y el 4 % de las utilidades netas de Azul Azul S.A. Sin embargo, en virtud del inciso segundo del N.º 3 del artículo 2.º transitorio de la Ley N.º 20 019, como organización deportiva, la Corfuch suspendió completamente sus actividades por el tiempo de duración de la concesión, conservando sus socios únicamente sus derechos ante la sociedad concesionaria si fueren accionistas de ella.
En noviembre de 2008, pese a la crisis económica de 2008, se efectuó la apertura de Azul Azul S.A. en la Bolsa de Comercio, previa venta de casi 20 000 000 acciones, cada una con un precio de colocación de $480, correspondientes al 55 % de la propiedad de la concesionaria y que fueron compradas por más de 8000 nuevos accionistas.

### Directorio y administración (Azul Azul S.A.)
El directorio y la administración de Azul Azul S.A. están compuestos por:
| Directorio - Presidente: Michael Clark - Vicepresidenta: Cecilia Pérez - Directores: Roberto Nahum, Héctor Humeres, Paola Davanzo, José Ramón Correa, Andrés Weintraub, Juan Pablo Pávez y Miguel Berr. | Administración - Gerente general: José Asenjo - Gerente deportivo: Manuel Mayo - Gerente comercial: Cristian Tupper - Gerente de operaciones: Hernán Saavedra |

### Propiedad y control
Las acciones de Azul Azul S.A. se encuentran inscritas en el registro de valores de la Superintendencia de Valores y Seguros, actual Comisión para el Mercado Financiero (CMF) con el N.º 978. Al cierre de los Estados Financieros, el capital suscrito y pagado asciende a M CLP$ 12.687.003 dividido en 36 520 030 acciones, de las cuales 36 520 029 acciones son serie B y una acción es serie A, de carácter preferente y perteneciente a la Universidad de Chile, que tiene el derecho a elegir dos de los once directores, mientras que los nueve restantes son elegidos de la serie B.
La sociedad no tiene controlador.
En la estructura accionaria, los doce mayores accionistas de la sociedad son:
| - BCI Corredora de Bolsa S.A. (63,52 %) - Inmobiliaria DSE Ltda. (21,44 %) - Asesorías e Inversiones Sangiovese Ltda. (6,52 %) - Larraín Vial S.A. Corredora de Bolsa (2,03 %) - Banchile Corredores de Bolsa S.A. (1,03 %) | - Santander Corredores de Bolsa Ltda. (0,74 %) - BancoEstado S.A. Corredores de Bolsa (0,74 %) - Itaú Corredores de Bolsa Ltda. (0,27 %) - Consorcio Corredora de Bolsa S.A. (0,25 %) - Euroamérica Corredora de Bolsa S.A. (0,18 %) - Valores Security Corredora de Bolsa S.A. (0,18 %) - Finanzas y Negocios S.A. Corredora de Bolsa (0,16 %) |

## Símbolos

### Escudo y bandera
|                 |
| Bandera oficial |

|                |
| Escudo oficial |

La bandera oficial del club comúnmente se iza en el mástil derecho del tablero marcador del estadio donde la Universidad de Chile hace de local, acompañando a la bandera de Chile que va en el mástil central.
El símbolo del club está inspirado en el chuncho (mochuelo patagón), que se remonta a la creación del Club Náutico Universitario, entidad que aportó con su emblema al Club Universitario de Deportes. El origen del chuncho se debe a Pablo Ramírez Rodríguez, dirigente de natación y Ministro de Hacienda en 1945, quien trajo desde Alemania el diseño del emblema.

«El chuncho de la «U» simboliza la sabiduría, el conocimiento mutuo, la armonía entre el cuerpo y el espíritu, suprema aspiración del deporte bien entendido».

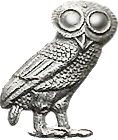
En la mitología griega, el mochuelo es una de las representaciones de Atenea, diosa de la sabiduría. Otros clubes que también ocupan el «chuncho» en su insignia son el Sheffield Wednesday FC y el Oldham Athletic de inglaterra y el Tecos de la U.A.G. de México.

Por su parte, Carlos Mondaca, nadador del Club Náutico Universitario de la época, relató cómo se gestó el emblema:

«Entonces nació como emblema del Club la insignia del Chuncho. Mucho se discutió y muchas fueron las opiniones para encontrar el emblema que representará a la Universidad. Horacio Ramírez, Arturo Flores, el Dr. Carlos Lund y muchos otros, emitieron ideas y opiniones y alguien, cualquiera, recordó que, sobre el hombro derecho de Pallas Atenea, como emblema de la sabiduría, estaba la imagen del chuncho.
Así pues, como símbolo de la Universidad], se eligió al Chuncho, ya que representaba el saber y la significación de la Universidad misma.
Este pequeño grupo de nadadores, junto a todos los que hacían deporte en la Universidad, dieron lugar más tarde, a la formación de lo que hoy es la 'U'».

Cabe señalar que el ave de Atenea es un mochuelo europeo y su nombre científico es Athene noctua, dando total claridad de su ligazón con la diosa griega. Sin embargo, con el fin de darle un matiz nacional al nuevo emblema, fue elegido el glaucidium nana o mochuelo patagón, conocido coloquialmente como «chuncho», caracterizado por la ausencia de plumaje en forma de orejas sobre su cabeza.
Su primera aparición en la camiseta fue en un partido contra Unión Condell, el 15 de julio de 1928. Sin embargo, habitualmente la insignia no se ha utilizado en el uniforme del equipo, siendo reemplazada a partir del año 1938 —coincidente con el ingreso de la rama de fútbol al profesionalismo— por una letra «U» de color rojo (blanca en 1979 y azul en la camiseta de recambio de 2001 y 2002), aunque cabe destacar como excepción a esta regla, que la insignia fue utilizada en reemplazo de la «U», en la temporada de 1947. También fue incorporada al lado derecho del pecho junto con la «U» en algunas temporadas de la década de 1980. Casos parecidos se dieron lugar en los años 1996, parte de 1997, 2006, 2007, 2008 y desde la segunda mitad de 2010, usándose la insignia en menor tamaño, pero sin eliminar la «U» del pecho.
La primera insignia fue adoptada y utilizada en 1926 por el dirigente Horacio Ramírez como símbolo del Club Náutico Universitario, institución que en el escusón del chuncho llevó interpuestas rústicamente las iniciales «CNU». Cabe señalar que esta insignia solo correspondía al Club Náutico Universitario, que fue una de las tantas ramas que se integró a la fusión que dio origen al Club Universitario de Deportes.
Una vez fundado el Club Universitario de Deportes, se modificó el monograma del escusón por las iniciales «CUD», cuyo primer registro data de 1928.
En 1935, con la nueva reestructuración de la institución polideportiva, las siglas del escusón cambiaron a «DUCh» (Deportivo Universidad de Chile), aunque también se usaba una variante con las siglas «DUC».
Y en 1941, el presidente del club deportivo, Benjamín Claro Velasco, formó una comisión para rediseñar el emblema, recayendo la tarea en el presidente de la filial de la «U» en Temuco, Miguel González. Esta constituyó la actual insignia del club, que quedó configurada de la siguiente forma:

«Etiqueta Chuncho, escusón de fondo azul que lleva en el campo una «U» blanca, tiene un reborde blanco y encima un dibujo en rojo y blanco que muestra un chuncho».

Los colores corporativos usados por el Club Universidad de Chile son:
|             | Azul          | Rojo          | Blanco        |
| ----------- | ------------- | ------------- | ------------- |
| Pantone     | Pantone 662 C | Pantone 485 C | Pantone 000 C |
| Hexadecimal | #001A70       | #DA291C       | #FFFFFF       |

La insignia, que ha sufrido solo ligeras variaciones desde su instauración, fue inscrita en conformidad a la Ley de Propiedad Industrial en el Registro de Marcas, en 1943.

### Himno
El himno del club deportivo fue creado en 1933 por un conjunto de estudiantes de arquitectura de la Universidad de Chile, quienes inspirados en la noche a bordo del barco Reina del Pacífico, que se dirigía a Antofagasta, crearon la letra y los versos, mientras que Julio Cordero Vallejos, miembro de ese grupo de estudiantes, compuso la melodía y acuñó la frase Romántico Viajero, como nombre oficial del himno. Luego, Cordero mandó a inscribir a su nombre el himno y la letra a la Biblioteca Nacional, por lo que se le reconoce la autoría oficial, pero reiterando siempre que la letra fue aporte de todos sus compañeros de viaje. Según Cordero Vallejos, le perdió el rastro a la melodía hasta el año 1940, cuando le contaron que fue entonada en un Clásico Universitario.
Los hechos basados en su origen explican por qué el himno no habla de fútbol o deporte, sino que se basa en sueños de viajes de un grupo de camaradas, brindando por la universidad.
El impacto del himno de la Universidad de Chile en la cultura popular chilena, tiene que ver con la masificación del grito ¡¡¡CEACHEÍ!!! como grito de aliento de la barra universitaria laica a su equipo, la cual será posteriormente copiada y adaptada por las demás hinchadas de los otros equipos del país.

## Uniforme
Desde su fundación, el Club Atlético Internado utilizó camiseta blanca y pantalón negro con medias del mismo color, durante 22 temporadas consecutivas, entre 1911 y 1933. El blanco es herencia de la selección escolar de Internado Barros Arana, institución que fue semillero del club en las primeras dos décadas de su existencia.
A partir de 1934, tras su reestructuración bajo el nombre de Club Deportivo de la Universidad de Chile, el equipo modificó su uniforme: utilizó por primera vez el color azul en la camiseta, con una letra «U» en el pecho, a la usanza de los universitarios; por su parte, el pantalón era blanco y las medias negras con franjas de color azul. Luego, dichas medias pasaron a ser completamente azules, salvo ligeras variantes en algunas temporadas.
Desde finales de la década de 1950, el equipo se ha caracterizado por vestir un uniforme completamente azul, abandonando definitivamente el pantalón blanco. El tono azul de la indumentaria ha variado en ciertas épocas: desde un azul casi celeste a un azul rey, pasando por azul marino e incluso azul eléctrico.
En lo que respecta al uniforme alternativo del club, existe constancia que, a partir de la década de 1960, el equipo ha usado una indumentaria completamente blanca, con pocas variaciones en algunas temporadas, entre las que cabe resaltar el uso de mangas o pantalones azules. De manera excepcional, la temporada 2001 fue la primera en que el club utilizó el color rojo para el uniforme de recambio. A partir de entonces, tanto el blanco como el rojo se han utilizado en los uniformes de recambio en períodos alternados, o bien, combinando ambos colores entre 2014 y 2015. Otros colores utilizados de forma excepcional han sido el amarillo fosforescente (introducido en 2012) y el rosado claro (en 2021) los cuales no fueron bien recibidos por varios de los seguidores más tradicionalistas del cuadro laico.
| Primero | Ver evolución | Actual |

## Estadio

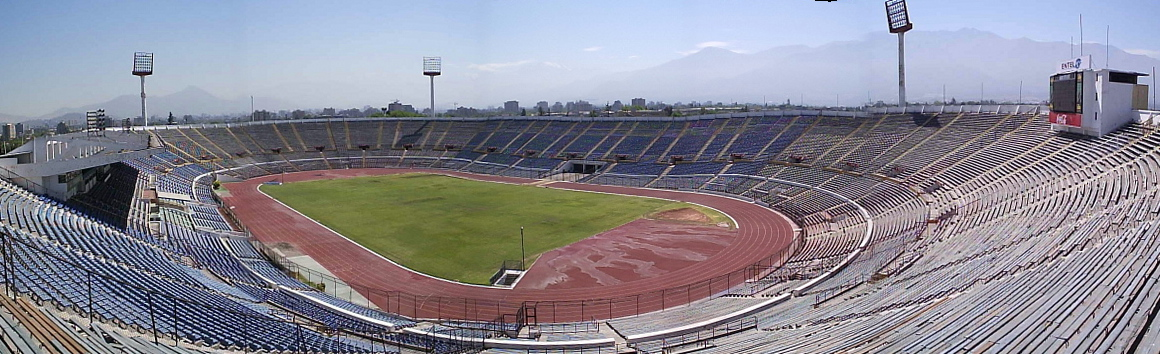
Estadio Nacional de Chile, perteneciente al Estado, es el lugar donde habitualmente Universidad de Chile ejerce su localía.

Universidad de Chile no cuenta con estadio propio, pero habitualmente ejerce de local en el Estadio Nacional (oficialmente llamado Estadio Nacional Julio Martínez Prádanos), recinto que es propiedad del Estado de Chile y operado por el Instituto Nacional de Deportes. Este fue inaugurado el 3 de diciembre de 1938, tiene una capacidad de 48 665 espectadores y se ubica en Avenida Grecia #2001, comuna de Ñuñoa, Santiago. Por el goce del mismo, el club paga aproximadamente US$10 500 de arriendo por cada partido.
Como estadio alternativo para los partidos de local, se utiliza el Estadio Santa Laura, cercano a la Plaza Chacabuco en la comuna de Independencia y propiedad de Unión Española. Como tercera opción, el club también utiliza el Estadio El Teniente ubicado en la ciudad de Rancagua, Región del Libertador General Bernardo O'Higgins de Chile, de propiedad estatal y en el cual ejerce localía el club O'Higgins.
En abril de 2014, el presidente del club Carlos Heller y el rector de la universidad Víctor Pérez anunciaron la construcción de un estadio para su uso propio en el predio de Laguna Carén, ubicado en la comuna de Pudahuel, en Santiago. El recinto tendrá una superficie de 34 hectáreas y una capacidad de 30 a 35 mil espectadores. Además, el proyecto contempla construir un parque de uso público de 28 hectáreas equipado con multicanchas, circuitos de running, bicicleta y trekking y un club de campo para uso de la comunidad universitaria.
En septiembre de 2014 luego de que se complicara el proyecto de Laguna Carén, el presidente del club Carlos Heller rápidamente se reunió con el directorio de Azul Azul y con el alcalde de la comuna de La Pintana, Jaime Pavez, para poner en marcha el "Plan B": Los terrenos del paradero 41 de Santa Rosa. Se acordó firmar una promesa de compra por 12 hectáreas a 0,95 UF el m². Significará pagar 120 mil UF: US$ 4 835 862, la mitad del costo del arriendo en Laguna Carén: 220 mil UF: US$ 8 865 747.

El acuerdo por La Pintana establece un plazo de tres años para comprar el mismo predio que en 2012 fue propuesto por la administración de José Yuraszeck.

### Instalaciones
Desde los tiempos del Internado F. C. y luego como Club Universitario de Deportes, el plantel entrenaba y disputaba sus partidos en la cancha de la Escuela de Medicina de la Universidad de Chile, donde estudiaban varios de sus jugadores. En cuanto a sedes sociales, hacia 1931, el club contaba con un local en Alameda #958, que incluía una sala de billa, un billar, sala de tenis de mesa, comedor, salón de sesiones, sala de secretaría, cancha de golf, etc. Años más tarde, en 1950 y bajo el alero del Club Deportivo de la Universidad de Chile, sus dependencias se trasladaron a Vergara con Alameda, mientras que en la década de 1960 la sede institucional se ubicó en la calle Santa Lucía #240.
Posteriormente, desde 1956, el club deportivo administró e hizo uso del Estadio Recoleta, ubicado en la comuna homónima, recinto en el cual el equipo entrenó hasta inicios de la década de 1990, cuando se trasladó al predio «El Sauzal», ubicado en la comuna de Peñalolén. Luego, en 1996, el plantel trasladó sus actividades al «Caracol Azul», recinto cercano al Estadio Nacional en que el club permaneció durante 14 años, en virtud de un comodato. Además, a fines de la década de 1990 y a inicios de la década de 2000, bajo la gestión de René Orozco, tuvo lugar la construcción de la «Ciudad Deportiva Azul» en la comuna de Lampa, camino al Noviciado. Propiedad del club y de una extensión de 127 hectáreas, el proyecto polideportivo consistió en una laguna artificial, tres canchas de fútbol, cuatro canchas de voleibol, cuatro canchas de tenis, un casino de 600 metros cuadrados, una piscina recreativa con edificios de camarines, un sector de quinchos habilitados para el uso simultáneo de 20 familias, una planta de tratamiento de aguas servidas, una casa de administración, una plantación de 30 000 árboles, además de ofrecer el arriendo de motos todoterreno, paseos en bote, bicimontaña o a caballo, más el uso del casino y de la carpa para eventos especiales. No obstante, el centro deportivo era susceptible a inundaciones y no fue de gusto del plantel, que optó por seguir trabajando en el «Caracol Azul». Finalmente, tras la quiebra del club, los terrenos de la «Ciudad Deportiva Azul» fueron adjudicados en un remate por Inmobiliaria El Patio S.A. a un precio de 860 000 000 de pesos. También fueron bienes de la institución la sede de Campo de Deportes #565, donde además funcionó la «Escuela de Los de Abajo» en el #581, y una casa vecina de calle Francisco de Miranda #2094, los que durante el proceso de quiebra fueron entregados en comodato por 30 años, funcionando actualmente un cuartel de la PDI.

#### Centro Deportivo Azul
En 2007, al adjudicarse la concesión del club y ante la proximidad del término del comodato del «Caracol Azul», Azul Azul S.A. contempló en su plan de inversiones la construcción de un campo de entrenamiento de primer nivel, tanto para el equipo profesional como para las divisiones inferiores, basándose en los estándares internacionales y en antecedentes de complejos deportivos de clubes europeos como Real Madrid, Chelsea F. C., Liverpool F. C., F. C. Bayern de Múnich, Ajax, PSV Eindhoven, Everton F. C. y de la Real Federación Española de Fútbol, así también de clubes sudamericanos como São Paulo, Palmeiras, River Plate y de la AFA. Así, en 2009, la concesionaria firmó un convenio con la Ilustre Municipalidad de La Cisterna consistente en el arriendo de un terreno de nueve hectáreas, ubicado en dicha comuna, para efectos de construir en este el complejo deportivo, con una inversión total que bordeó los 6000 millones de pesos. Este arrendamiento tiene por plazo todo el período restante que dura la concesión, es decir por 28 años, renovables por 15 años más. A fin de llevar a cabo la construcción del inmueble, Azul Azul S.A. creó e invirtió en una filial denominada Inmobiliaria Azul Azul SpA, cuyo capital social ascendió a $ 1 350 000 000, pagaderos en dinero efectivo o mediante el aporte del contrato de arrendamiento del inmueble. Finalmente, tras haber puesto la primera piedra del edificio en enero de 2010, la «U» inauguró en septiembre de ese año el «Centro Deportivo Azul», con la presencia de la directiva de Azul Azul S.A. comandada por Federico Valdés, y también del presidente Sebastián Piñera, el alcalde local Santiago Rebolledo, y expresidentes y figuras referentes del club.
Emplazado en Avenida El Parrón 939, en la comuna de La Cisterna, actualmente el campo deportivo de la «U» consta de ocho canchas de entrenamiento, dos canchas de fútbol-tenis, una cancha de entrenamiento para el primer equipo con graderías para 200 personas y tres canchas de pasto sintético, más el edificio principal, que cuenta con camarines, circuito de trote, dos gimnasios (el del primer equipo colinda con tres módulos de atención y consulta médica), casino, comedor, cafetería, sala de eventos, sala de reuniones del primer equipo (para charlas técnicas más un proyector de video), sala de prensa y dormitorios para los menores que trabajan en doble jornada.

## Hinchada

### Barras organizadas
Históricamente, la afición o hinchada de Universidad de Chile estaba compuesta por estudiantes de esa misma casa de estudios, quienes preparaban espectáculos previos al partido en las distintas ediciones del Clásico Universitario contra Universidad Católica. El nivel de preparación era tal, que los periódicos resaltaban con igual importancia las competencias tanto en las tribunas entre las barras como el partido entre las escuadras. Dicha tradición, con el correr de los años, evolucionó al uso de bengalas, extintores de colores y fuegos de artificio.
Según datos oficiales de la Conmebol, Universidad de Chile es el segundo equipo con mayor asistencia de público en la historia de la Copa Libertadores de América.
| Equipo                | Asistencia | Edición |
| Flamengo              | 516.382    | 1981    |
| Universidad de Chile  | 484.018    | 1970    |
| River Plate           | 483.997    | 1966    |
| Racing Club           | 479.327    | 1967    |
| Club Atlético Peñarol | 470.833    | 1966    |

Desde la década de 1990, la barra brava de Universidad de Chile, denominada Los de Abajo, adquirió notoriedad nacional debido a los incidentes violentos producidos en los partidos de su equipo, acentuándose para los superclásicos contra Colo-Colo. Los constantes enfrentamientos con la policía uniformada y los destrozos que produjeron fueron los principales motivos para la promulgación de la Ley N.º 19 327 o de violencia en los recintos deportivos. Dicha ley exhorta a las barras a empadronarse, es decir, registrar a sus miembros en caso de que alguno de ellos provoque algún altercado dentro del estadio, a cambio de algunos beneficios como la obtención de entradas más baratas. En 2017, a partir de la Asamblea de Hinchas Azules se creó la organización de mujeres Las Bulla, barra brava de carácter feminista, pro-aborto y contrario al fútbol de mercado.

### Encuestas
Diversos estudios de opinión pública ubican a Universidad de Chile como el segundo club de fútbol con mayor cantidad de simpatizantes en Chile. Entre ellos, una encuesta realizada por la Fundación Futuro a 352 personas del Gran Santiago en 1999 lo posicionó segundo con un 30,4 % de las preferencias. Asimismo, otro estudio hecho por la Fundación Futuro en 2006 a 300 personas del Gran Santiago lo ubicó segundo con un 14 % de las preferencias.
Por otra parte, el centro de estudio de los estilos de vida de los chilenos Chilescopio, en un sondeo realizado a 1500 personas de todo el país en 2006, también lo ubicó segundo con un 23 % de la preferencia nacional. Del mismo modo en un nuevo estudio realizado por Chilescopio en 2007 apareció nuevamente segundo con un 25 %. También en 2007, una encuesta efectuada por Mediática y la Facultad de Comunicaciones de la Universidad del Desarrollo a 603 personas de la Región Metropolitana de Santiago le otorgó un 21,1 % de las preferencias. En tanto que, el centro de encuestas del diario La Tercera, en un sondeo realizado en junio de 2006, lo ubicó segundo con un 28 % de las preferencias, mientras que, el mismo estudio realizado en 2008, le otogó un 19 % de las adherencias.
En el año 2011 se realizó el «censo de fútbol» más grande que se ha realizado en Chile, el sitio QuienesChile.com fue el encargado de realizar dicho censo, en el cual participaron 146 003 personas, arrojando como resultado a Universidad de Chile como el club más popular del país con un 51,55 %, sobre Colo-Colo con 48,44 %. Cabe destacar que en esta encuesta se consideró solamente a Universidad de Chile y Colo-Colo para votar, además todas las demás encuestas realizadas anteriormente donde el club Colo-Colo se consideraba el club más popular, no sobrepasaban las 2000 personas encuestadas. Al año siguiente, en 2012, El Gráfico realizó una encuesta vía redes sociales, donde participaron 91.016 personas y catalogaron a Universidad de Chile nuevamente como el más popular de Chile con un 45 %, sobre su símil Colo-Colo que se quedó con el 41 % de las preferencias.

## Datos del club

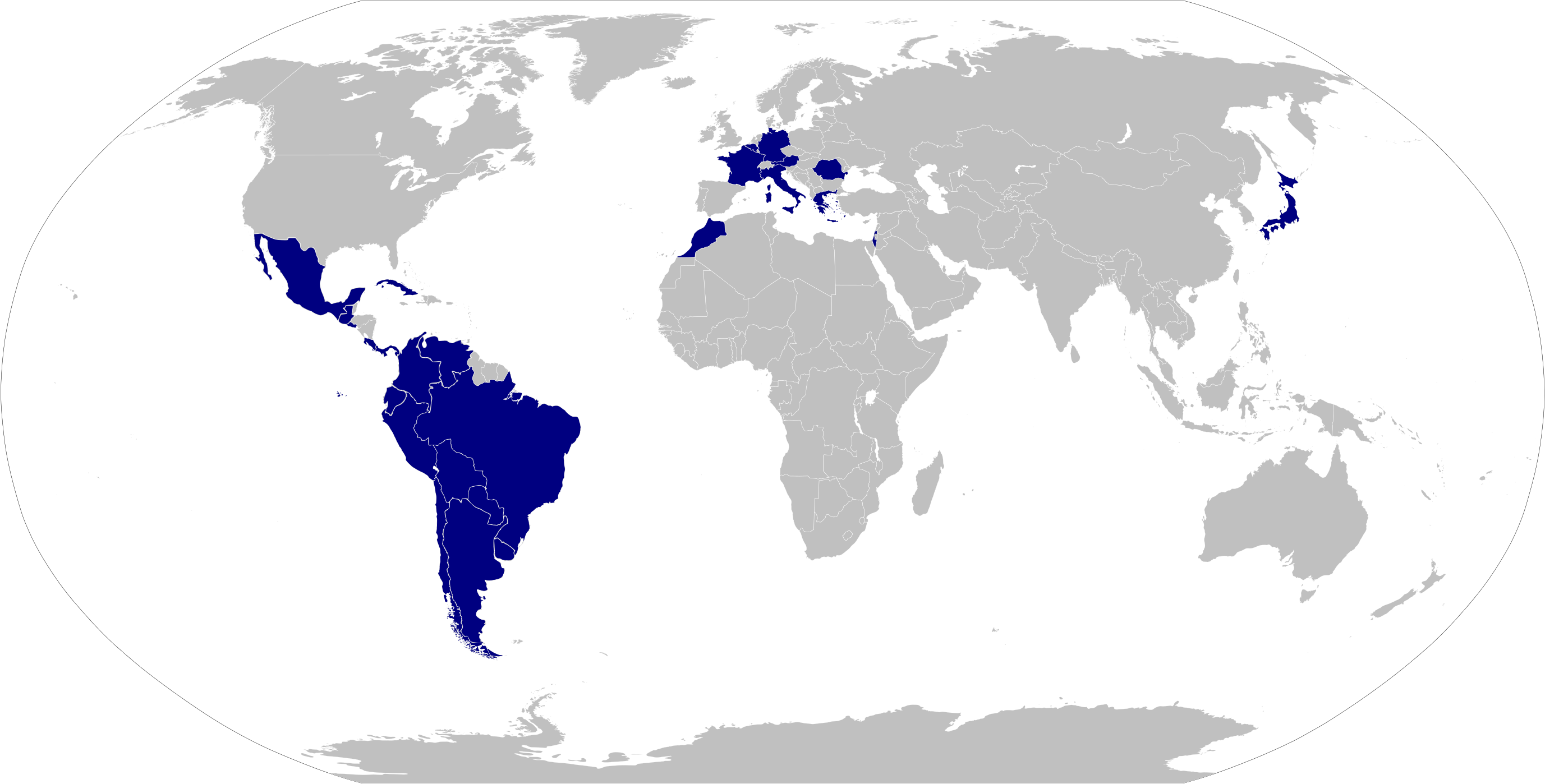
Romántico Viajero: Países del mundo a la fecha visitados por Universidad de Chile alguna vez, tanto de forma oficial como amistosa.

### Era amateur (1927-1937)
- Temporadas en la Liga Central de Football/Asociación de Football de Santiago: 10 (1927-1937).
  - Primera División: 1927-1928 y 1934.
  - Segunda División: 1929 y 1933.[n. 4][219]
  - Tercera División: 1930-1932.
  - Serie B: 1935-1937.
- Mayor goleada conseguida (Serie B): 14-1 a  Santiago Morning B en 1937.
- Mayor goleada recibida (Serie B): 2-4 de  Green Cross en 1935.

### Era profesional (1937-actualidad)
Mejores posiciones
- Puesto histórico en Chile: 2º.[220]
- Temporadas en Primera División: 87 (1938-1988, 1990-presente).
- Mejor puesto en Primera División: 1º (18 veces).[9]
  - Bicampeonatos: 3 (1964, 1965), (1994, 1995), (1999, 2000)
  - Tricampeonatos: 1 (Apertura 2011, Clausura 2011, Apertura 2012)
  - Doblete: 2 (Campeonato 2000 / Copa Chile 2000), (Copa Chile 2015 / Supercopa de Chile 2015)
  - Triplete: 1 (Apertura 2011, Clausura 2011, Copa Sudamericana 2011).
- Peor puesto en Primera División: 15.º (1988).
- Temporadas en Primera B: 1 (1989).
- Mejor puesto en Primera B: 1.º (1989)
- Mejor puesto en la Copa Libertadores de América: Semifinales (1970, 1996, 2010 y 2012)
- Mejor puesto en la Copa Sudamericana: Campeón (2011)
- Ranking
  - Mejor puesto en ranking Conmebol: 1.º (482,95 puntos) al 25 de diciembre de 2012.[221]
  - Mejor puesto en ranking Top 400 de la IFFHS: 28º (194,5 puntos) al 9 de mayo de 2014.[222]

Récords de goles
- Mayor goleada conseguida:

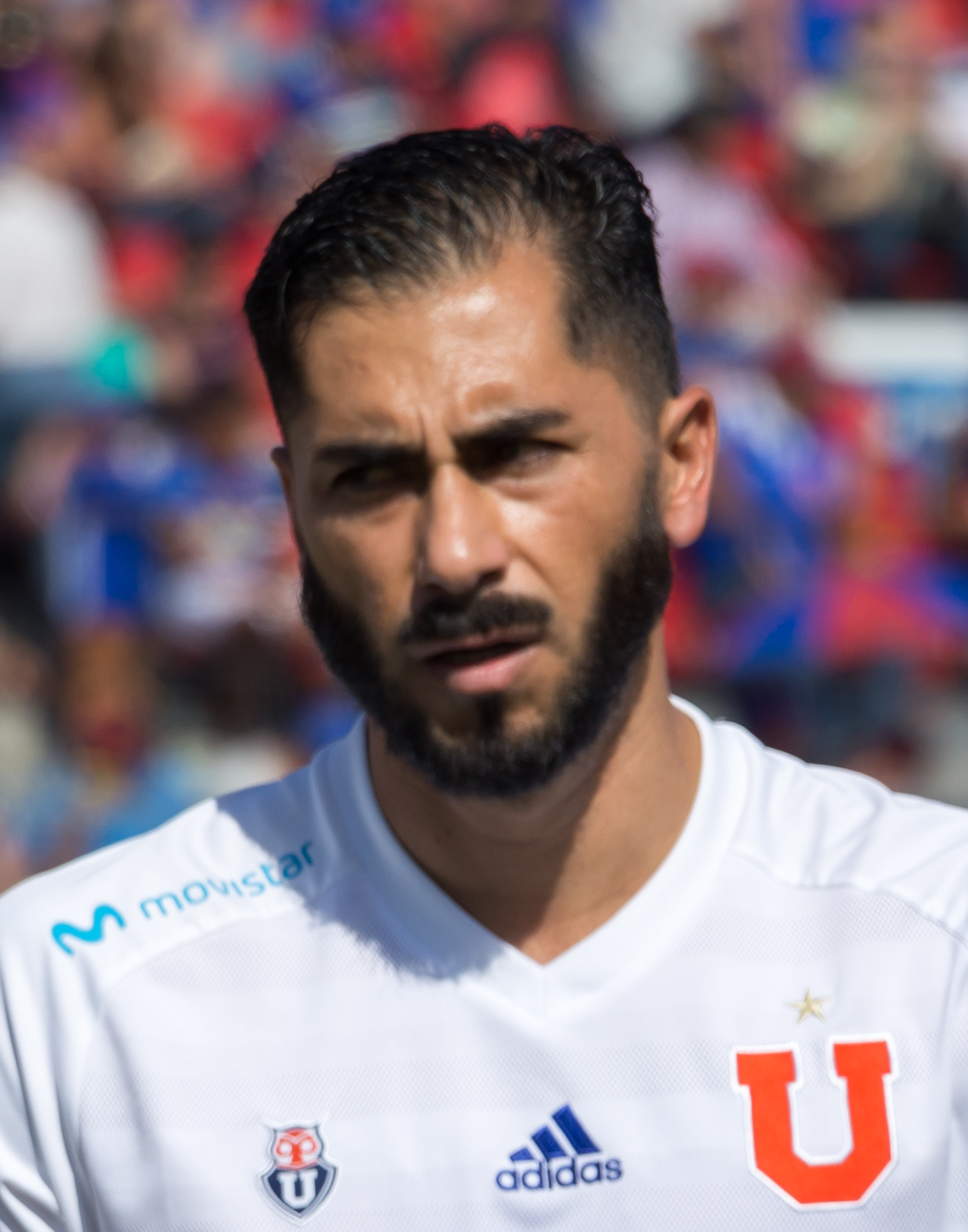
El angolino Johnny Herrera, bicampeón de Copa América (2015 - Centenario 2016), es el jugador más laureado en la historia de Universidad de Chile.

  - En campeonatos nacionales: 10-0 a Chimbarongo en Copa Chile 2023.
  - En torneos internacionales: 7-1 a  Rangers (Copa Libertadores 1970). 6-0 a  Deportivo Quito (Copa Libertadores 2012).
- Mayor goleada recibida:
  - En campeonatos nacionales: 0-6 de  Colo-Colo en 1938.
  - En torneos internacionales: 0-7 de  Flamengo (Copa Mercosur 1999). 0-7 de  Cruzeiro (Copa Libertadores 2018).

Récord de rachas
- Mayor racha invicto en Primera División: 33 partidos (1999) (Récord).
- Mayor racha de triunfos en un mismo torneo: 13 victorias seguidas (1999) (Récord).[223]
- Mayor racha sin victorias: 15 partidos (1943-1944)[224]
- Mayor racha de derrotas en un mismo torneo: 5 derrotas seguidas (1990; 2014; 2021)[225]

Récords de jugadores
- Jugador de Universidad de Chile
  - con más partidos disputados:  Luis Musrri (539 partidos).[226]
  - con más partidos internacionales disputados:  José Rojas (83 partidos).
  - con más títulos:  Johnny Herrera (8 títulos nacionales, 3 Copas Chile, 1 Supercopa de Chile y 1 Copa Sudamericana).
  - más joven en debutar (competición nacional/internacional):  Benjamín Inostroza por Copa Chile 2012 (con 15 años, 5 meses y 2 días)
  - más veterano:  David Pizarro (se retiró el 2 de diciembre de 2018, a los 39 años, 4 meses, y 19 días)
  - campeón como jugador y como técnico:  Ulises Ramos (como jugador en 1940 y como técnico en 1969)
- Goleadores
  - Máximo goleador histórico:  Carlos Campos con 199 goles (184 por campeonatos nacionales, 10 por Copa Chile, 4 por Copa Libertadores y 1 por torneo de preparación).
  - en Copa Libertadores:  Marcelo Salas con 10 goles en 19 partidos.[227]
  - en Primera División:  Carlos Campos con 184 goles en total
  - en Segunda División:  Marco Fajre con 12 goles en total
  - en Copa Chile:  Mariano Puyol con 34 goles en total
  - más joven en competición nacional/internacional:  Benjamín Inostroza por Copa Chile 2012 frente a  Santiago Morning (con 15 años, 5 meses y 2 días).
- Portero menos goleado:
  - en torneos nacionales:  Gabriel Castellón con 669 minutos sin recibir goles en 2024.[228]
  - en torneos internacionales:  Johnny Herrera con 544 minutos sin recibir goles en Copa Sudamericana 2011
- Transferencias
  - Venta más cara:  Eduardo Vargas: US$ 18,5 millones por  S.S.C. Napoli en 2011 (Récord).
  - Fichaje más caro:
    - Doméstico:  Jean Beausejour: US$ 2,5 millones a  Colo-Colo en 2016 (Récord).[229]
    - Foráneo:  Eduardo Morante: US$ 2,0 millones a  Emelec en 2012.[230]

Récords de directores técnicos
- Primer entrenador de la «U» en el profesionalismo:  Luis Tirado (1938-1941)
- Primer entrenador extranjero en la «U»:  Alejandro Scopelli (1941)
- Primer entrenador campeón con la «U»:
  - en Primera División:  Luis Tirado (1940)
  - en Copa Chile:  Fernando Riera (1979)
  - en campeonato internacional:  Jorge Sampaoli (Copa Sudamericana 2011)
- Entrenador con más títulos: 4  Jorge Sampaoli (Apertura 2011, Clausura 2011, Copa Sudamericana 2011, Apertura 2012) y  Luis Álamos (1959, 1962, 1964 y 1965)

| Participaciones internacionales   | Participaciones internacionales | Participaciones internacionales |
| Torneo                            | Ediciones |                                 |
| --------------------------------- | --- | ------------------------------- |
| Copa Libertadores de América (26) | 1960, 1963, 1965, 1966, 1968, 1970, 1972, 1977, 1981, 1995, 1996, 2000, 2001, 2005, 2009, 2010, 2012, 2013, 2014, 2015, 2016, 2018, 2019, 2020, 2021, 2025. |                                 |
| Copa Sudamericana (7)             | 2005, 2009, 2010, 2011, 2012, 2013, 2017. |                                 |
| Recopa Sudamericana (1)           | 2012. |                                 |
| Copa Mercosur (4)                 | 1998, 1999, 2000, 2001. |                                 |
| Copa Conmebol (2)                 | 1994, 1997. |                                 |
| Copa Suruga Bank (1)              | 2012 |                                 |

- En negrita competiciones en activo.

| Estadísticas por competición internacional | Temp. | PJ  | PG | PE | PP  | GF  | GC  | Dif. | Puntos | Mejor posición    |
| ------------------------------------------ | ----- | --- | -- | -- | --- | --- | --- | ---- | ------ | ----------------- |
| Copa Libertadores de América               | 25    | 163 | 57 | 37 | 69  | 201 | 239 | -38  | 208    | Semifinalista (4) |
| Copa Sudamericana                          | 7     | 34  | 18 | 7  | 9   | 47  | 34  | +13  | 61     | Campeón (1)       |
| Recopa Sudamericana                        | 1     | 2   | 0  | 1  | 1   | 0   | 2   | -2   | 1      | Finalista (1)     |
| Copa Conmebol                              | 2     | 8   | 4  | 1  | 3   | 16  | 9   | +7   | 13     | Semifinalista (1) |
| Copa Mercosur                              | 4     | 24  | 3  | 3  | 18  | 18  | 55  | -37  | 12     | Fase de Grupos    |
| Copa Suruga Bank                           | 1     | 1   | 0  | 1  | 0   | 2   | 2   | 0    | 1      | Finalista (1)     |
| Total                                      | 40    | 232 | 82 | 50 | 100 | 284 | 341 | -57  | 296    | 1 título          |
| Actualizado al año 2021.                   |       |     |    |    |     |     |     |      |        |                   |

Nota: En negrita competiciones activas.

## Organigrama

### Plantilla 2025
- Por disposición de la Asociación Nacional de Fútbol Profesional (ANFP), los equipos chilenos en la Liga de Primera están limitados a tener en su plantel un máximo de seis futbolistas extranjeros, más un juvenil extranjero inscrito en el fútbol formativo desde el año 2023, pero:
  - Matías Zaldivia posee la doble nacionalidad argentina y chilena.
- Por disposición de la ANFP, el plantel debe utilizar al menos 1890 minutos a juveniles chilenos nacidos a partir del 1 de enero de 2004.
- Por disposición de la ANFP, el número de las camisetas no puede sobrepasar al número de jugadores inscritos.

### Altas 2025
| Jugador             | Posición      | Procedencia               | Tipo                |
| ------------------- | ------------- | ------------------------- | ------------------- |
| Nicolás Ramírez     | Defensa       | Barcelona                 | Libre               |
| Nicolás Fernández   | Defensa       | Audax Italiano            | Libre               |
| Gonzalo Montes      | Mediocampista | Huachipato                | Traspaso            |
| Javier Altamirano   | Mediocampista | Estudiantes de La Plata   | Préstamo            |
| Julián Alfaro       | Delantero     | Magallanes                | Libre               |
| Rodrigo Contreras   | Delantero     | Deportes Antofagasta      | Préstamo            |
| Lucas di Yorio      | Delantero     | Athletico Paranaense      | Préstamo            |
| Jugador             | Posición      | Procedencia               | Tipo                |
| Ignacio Sáez        | Portero       | Deportes Concepción       | Retorno de préstamo |
| Felipe Salomoni     | Defensa       | Guaraní                   | Préstamo            |
| David Retamal       | Defensa       | Universidad de Concepción | Retorno de préstamo |
| Sebastián Rodríguez | Mediocampista | Montevideo City Torque    | Traspaso            |

### Bajas 2025
| Jugador             | Posición  | Destino            | Tipo      |
| ------------------- | --------- | ------------------ | --------- |
| Juan Pablo Gómez    | Defensa   | Deportes Iquique   | Libre     |
| Bastián Tapia       | Defensa   | Cobreloa           | Libre     |
| Marcelo Morales     | Defensa   | New York Red Bulls | Libre     |
| Cristian Palacios   | Delantero | Everton            | Libre     |
| Jugador             | Posición  | Destino            | Tipo      |
| Fabricio Formiliano | Defensa   | Unión Española     | Rescisión |

### Cesiones 2025
| Jugador           | Posición      | Destino                   | Duración                |
| ----------------- | ------------- | ------------------------- | ----------------------- |
| Yahir Salazar     | Defensa       | Audax Italiano            | 31 de diciembre de 2025 |
| Federico Mateos   | Mediocampista | Ñublense                  | 31 de diciembre de 2025 |
| Jeison Fuentealba | Mediocampista | Universidad de Concepción | 31 de diciembre de 2025 |
| Renato Cordero    | Mediocampista | Universidad de Concepción | 31 de diciembre de 2025 |
| Emmanuel Ojeda    | Mediocampista | Huracán                   | 31 de diciembre de 2025 |
| Enzo Fernández    | Mediocampista | Deportes Copiapó          | 31 de diciembre de 2025 |
| Fernando Osorio   | Mediocampista | Provincial Osorno         | 31 de diciembre de 2025 |
| Cristóbal Muñoz   | Delantero     | Unión San Felipe          | 31 de diciembre de 2025 |
| Luciano Pons      | Delantero     | Atlético Bucaramanga      | 31 de diciembre de 2025 |
| Jugador           | Posición      | Destino                   | Duración                |
| Bianneider Tamayo | Defensa       | Unión Española            | 31 de diciembre de 2025 |
| José Castro       | Defensa       | Huachipato                | 31 de diciembre de 2027 |
| Gonzalo Montes    | Mediocampista | Montevideo City Torque    | 31 de diciembre de 2026 |
| Agustín Arce      | Mediocampista | Deportes Limache          | 31 de diciembre de 2025 |
| Renato Huerta     | Delantero     | Unión Española            | 31 de diciembre de 2025 |
| Julián Alfaro     | Delantero     | Everton                   | 31 de diciembre de 2025 |
| Salvador Negrete  | Delantero     | Deportes Puerto Montt     | 31 de diciembre de 2025 |

## Jugadores

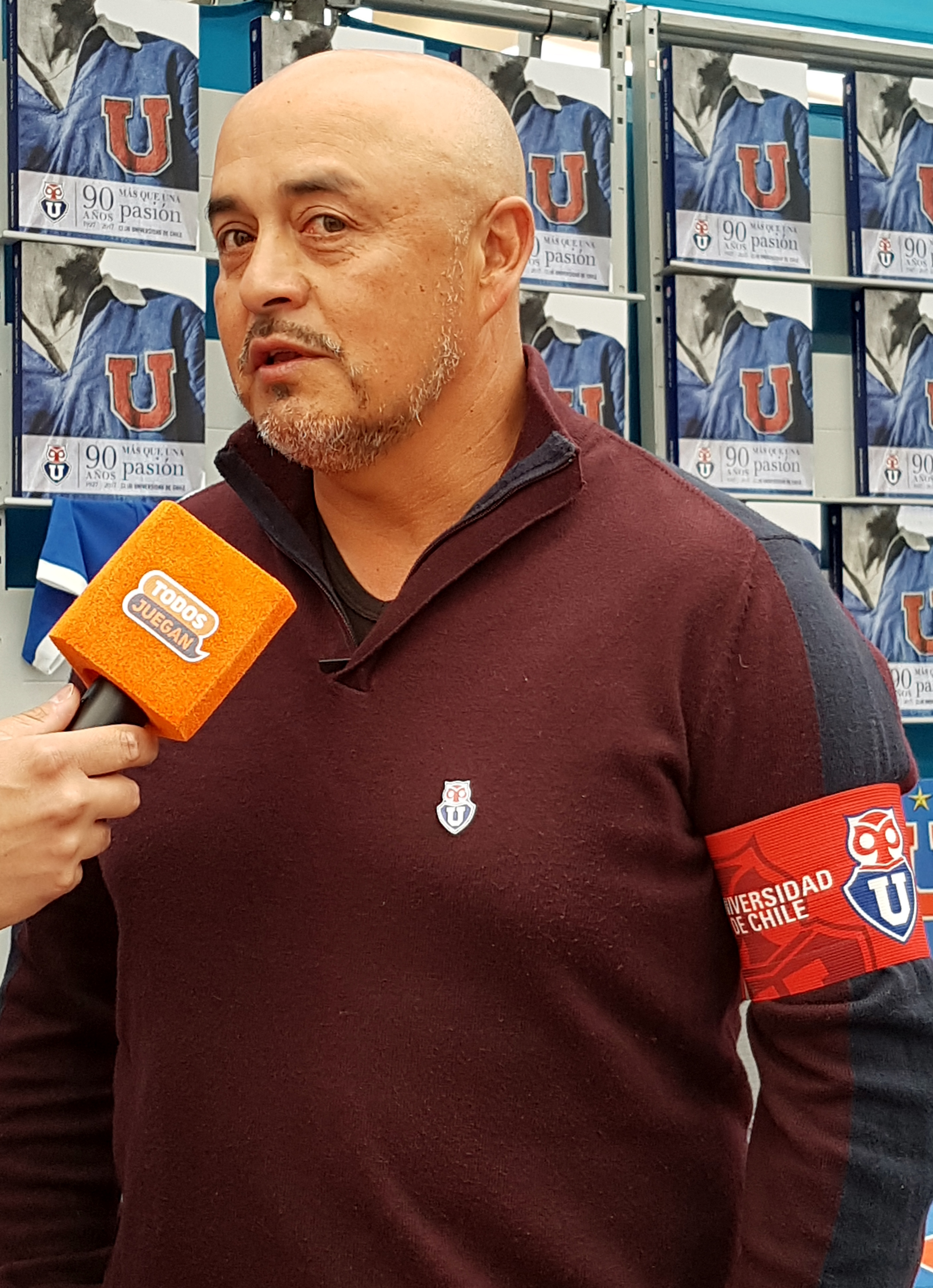
Luis Musrri, mundialista de Francia 1998, es el jugador de la «U» con más partidos disputados en el club.

A lo largo de su historia, Universidad de Chile ha contado con una gran cantidad de jugadores de diversa nacionalidad, siendo la mayoría de nacionalidad chilena.
Luis Musrri es a la fecha, el jugador que en más ocasiones ha vestido la camiseta del club, con un total de 539 presencias oficiales entre 1987 y 2004. Otros jugadores que han sobrepasado la barrera de los 400 partidos son Vladimir Bigorra, Johnny Herrera, Héctor Hoffens, Manuel Pellegrini, Jorge Socías, Leonel Sánchez, José Rojas, y Sergio Vargas.
Carlos Campos es el goleador histórico de Universidad de Chile con 199 goles convertidos en partidos oficiales entre 1956 y 1969, siendo 184 anotados por torneos nacionales de Primera División y partidos definitorios. Otros tres jugadores han marcado más de 100 goles con la camiseta azul en las instancias señaladas, como Leonel Sánchez, Pedro González y Rubén Marcos. Además de ser el artillero histórico del club, Carlos Campos ostenta el récord de ser el máximo goleador de la «U» en un campeonato nacional de Primera División, con treinta y cuatro goles en 1962. Mientras que, sumando la totalidad de partidos oficiales disputados en una temporada, la marca recae en Marcelo Salas, quien en 1994 convirtió 41 goles. Otra estadística destacada es que el máximo goleador del equipo ocupando la posición de defensa es el argentino Matías Rodríguez, con 57 anotaciones en los períodos 2010-2012 y 2015-2019.
Johnny Herrera posee el récord de ser el jugador que más títulos oficiales ha obtenido por el club con un total de trece: ocho torneos nacionales, tres Copa Chile, una Supercopa de Chile y una Copa Sudamericana. Es secundado por José Rojas, con diez: seis torneos nacionales, dos Copa Chile, una Supercopa de Chile y una Copa Sudamericana. Luego lo siguen Leonel Sánchez, Carlos Campos y Carlos Contreras con nueve: seis torneos nacionales, dos torneos metropolitano y una Copa Francisco Candelori. Tras ellos Pedro Araya, Rubén Marcos, Luis Musrri, Osvaldo González, Matías Rodríguez y Gustavo Lorenzetti con ocho títulos ganados con la «U».
Desde que Eduardo Simián fue convocado en 1941, Universidad de Chile se ha transformado en el segundo club de Chile con mayor cantidad de contribuciones a la selección nacional por sobre 90 jugadores, que suman en su totalidad alrededor de mil presentaciones con la Roja. El que más convocatorias recibió, siendo jugador de Universidad de Chile, fue Leonel Sánchez, con ochenta y cinco partidos entre 1953 y 1969, siendo además el que mayor cantidad de partidos disputó por la selección nacional y el cuarto goleador histórico de ésta con veintisiete anotaciones.
| Máximos goleadores históricos | Máximos goleadores históricos | Máximos goleadores históricos | Jugadores con más partidos oficiales disputados | Jugadores con más partidos oficiales disputados | Jugadores con más partidos oficiales disputados |
| ----------------------------- | ----------------------------- | ----------------------------- | ----------------------------------------------- | ----------------------------------------------- | ----------------------------------------------- |
| 1.                            | Carlos Campos                 | 199 goles                     | 1.                                              | Luis Musrri                                     | 539 partidos                                    |
| 2.                            | Leonel Sánchez                | 167 goles                     | 2.                                              | Johnny Herrera                                  | 497 partidos                                    |
| 3.                            | Pedro González                | 121 goles                     | 3.                                              | José Rojas                                      | 469 partidos                                    |
| 4.                            | Marcelo Salas                 | 113 goles                     | 4.                                              | Vladimir Bigorra                                | 463 partidos                                    |
| 5.                            | Rubén Marcos                  | 110 goles                     | 5.                                              | Héctor Hoffens                                  | 451 partidos                                    |
| 6.                            | Jorge Socías                  | 102 goles                     | 6.                                              | Manuel Pellegrini                               | 430 partidos                                    |
| 7.                            | Diego Rivarola                | 101 goles                     | 7.                                              | Sergio Vargas                                   | 428 partidos                                    |
| 8.                            | Pedro Araya                   | 90 goles                      | 8.                                              | Leonel Sánchez                                  | 412 partidos                                    |
| 9.                            | Braulio Musso                 | 83 goles                      | 9.                                              | Braulio Musso                                   | 390 partidos                                    |
| 10.                           | Ernesto Álvarez               | 83 goles                      | 10.                                             | Alberto Quintano                                | 381 partidos                                    |
| Ver lista completa            | Ver lista completa            | Ver lista completa            | Ver lista completa                              | Ver lista completa                              | Ver lista completa                              |

| Goleadores                     | Goleadores | Goleadores |
| Torneo                         | Goleador |            |
| ------------------------------ | --- | ---------- |
| Primera División de Chile (11) | - Víctor Alonso (1): 20 goles (Campeonato 1940). - Ubaldo Cruche (2): - 17 goles (Campeonato 1945); - 25 goles (Campeonato 1946). - Carlos Campos (3): - 24 goles (Campeonato 1961); - 34 goles (Campeonato 1962); - 21 goles (Campeonato 1966). - Eladio Zárate (1): 25 goles (Campeonato 1971). - Richart Báez (1): 10 goles (Clausura 1997). - Pedro González (2): - 23 goles (Campeonato 1998). - 26 goles (Campeonato 2000). - Felipe Mora (1): 13 goles (Clausura 2017). |            |
| Copa Chile (2)                 | - Luis Alberto Ramos (1): 12 goles (1979). - Marcelo Salas (1): 12 goles (1994). |            |
| Copa Sudamericana (1)          | - Eduardo Vargas (1): 11 goles (2011). |            |

## Entrenadores

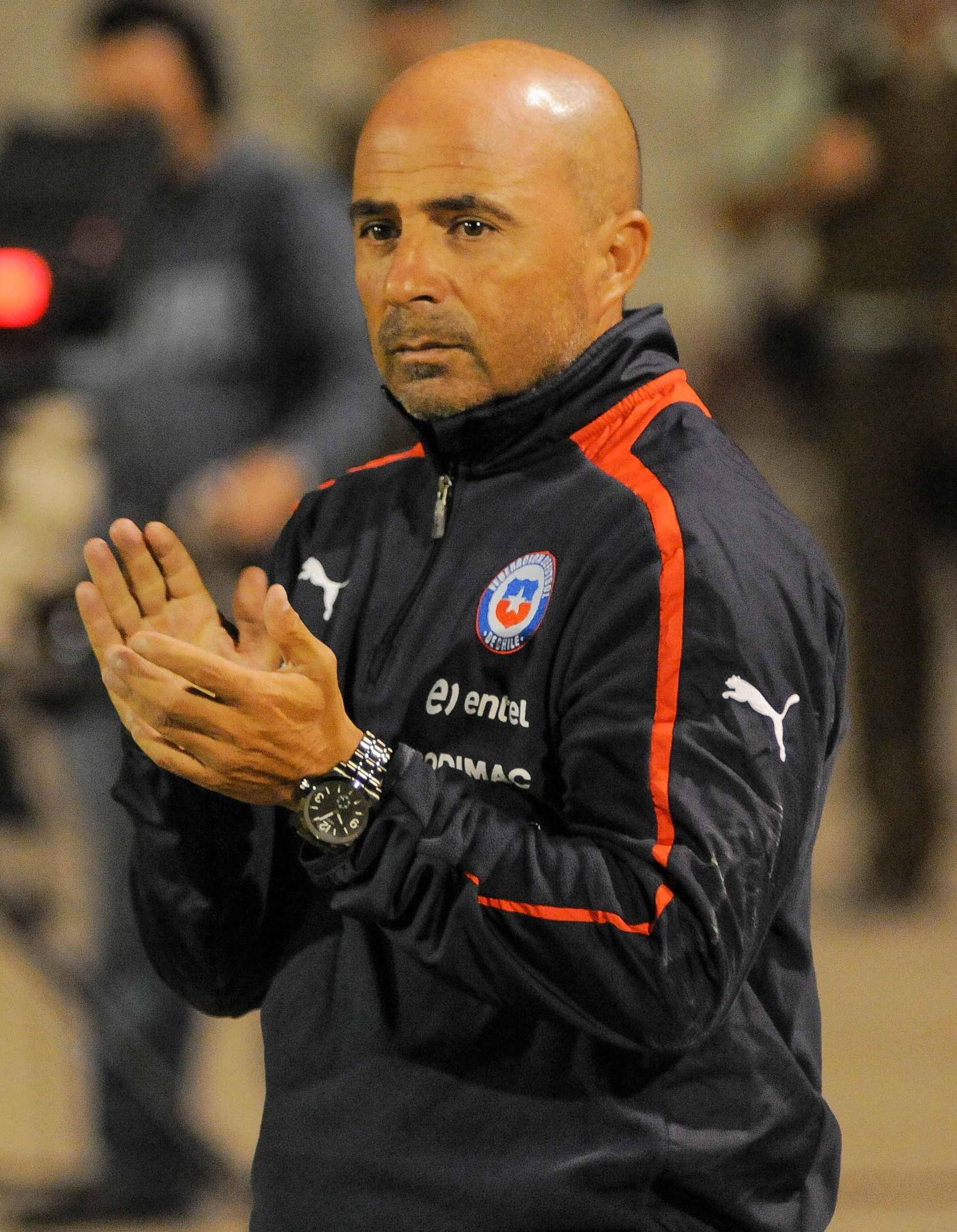
Jorge Sampaoli, el entrenador más exitoso en la historia del club. En sus dos años al mando del equipo, consiguió en forma consecutiva tres torneos nacionales y la Copa Sudamericana 2011.

Universidad de Chile ha tenido más de 30 entrenadores a lo largo de su etapa profesional, siendo Luis Tirado el primero de estos, quien por esa época también estuvo a cargo de Magallanes, y bajo cuya dirección técnica el club consiguió su primer campeonato profesional de Primera División en 1940.
El director técnico que se mantuvo por más años en la «U» es Luis Álamos, conocido como el «Zorro», quien dirigió al equipo entre 1956 y 1966. Coincidentemente, Álamos es el entrenador que más partidos dirigió en el club, sumando entre sus dos períodos a cargo del equipo (1954 y el ya mencionado período 1956-1966) la cifra de 371 partidos oficiales, siendo además el que más títulos nacionales consiguió por Universidad de Chile, con cuatro de ellos. Lo sigue en partidos disputados y años consecutivos como entrenador Ulises Ramos, quien llegó a dirigir al plantel en cinco oportunidades distintas, siendo su período más destacado aquel comprendido entre 1969 y 1974 en el cual logró un campeonato nacional, además de alcanzar las semifinales de la Copa Libertadores 1970.
En tanto, el entrenador más exitoso en la historia de Universidad de Chile es el argentino Jorge Sampaoli, quien en sus dos años al mando del club (2011-2012) ganó tres torneos nacionales consecutivos y la Copa Sudamericana 2011. A ello se suma una semifinal de Copa Libertadores y una serie de logros en el plano de las estadísticas, como ser el equipo con mejor rendimiento en una competición Conmebol (tras la obtención invicta de la Copa Sudamericana), y ser elegido por la IFFHS desde junio hasta octubre de 2012 el segundo mejor equipo del mundo (solo superado por el Barcelona de España).
Además destacan los directores técnicos Jorge Socías y César Vaccia, quienes obtuvieron los bicampeonatos de 1994-1995 y de 1999-2000, respectivamente.
Un dato a considerar es que varios de los entrenadores que han dirigido al conjunto azul posteriormente han comandado selecciones nacionales de fútbol. Entre ellos: Luis Tirado, Alejandro Scopelli, Luis Álamos, Luis Ibarra, Martín Lasarte y Jorge Sampaoli en Chile (este último la selección de Argentina también) Gerardo Pelusso y Sergio Markarián en Paraguay (este último también con Perú). Quienes fueron seleccionadores nacionales antes de ser entrenadores de la U son Ángel Guillermo Hoyos con Bolivia, Luis Santibáñez, Arturo Salah, Pedro Morales y Fernando Riera con Chile, y recientemente Rafael Dudamel con Venezuela.

### Cronología
Los entrenadores interinos aparecen en cursiva, los campeones de liga con el escudo , los campeones de copa nacionales con escarapela , campeón de copa internacional con la estrella , en color champagne las semifinales de libertadores y en gris el período en segunda división.
| Entrenador             | Logro | Período   |
| ---------------------- | ----- | --------- |
| Luis Tirado            |       | 1938-1941 |
| Alejandro Scopelli     | -     | 1941-1945 |
| Luis Tirado            | -     | 1946-1949 |
| Salvador Nocetti       | -     | 1950      |
| Alejandro Scopelli     | -     | 1950-1952 |
| Miguel Busquets        | -     | 1952      |
| Jorge Ormos            | -     | 1953-1954 |
| Luis Álamos            | -     | 1954      |
| Luis Tirado            | -     | 1955      |
| Luis Álamos            |       | 1956-1966 |
| Alejandro Scopelli     |       | 1967-1968 |
| Washington Urrutia     | -     | 1968      |
| Ulises Ramos           |       | 1969-1974 |
| Hugo Tassara           | -     | 1975      |
| Luis Ibarra            | -     | 1975-1977 |
| Nelson Oyarzún         | -     | 1978      |
| Ulises Ramos           | -     | 1978      |
| Fernando Riera         |       | 1978-1980 |
| Manuel Rodríguez Vega  | -     | 1981      |
| Ulises Ramos (int, 1p) | -     | 1978      |
| Fernando Riera         | -     | 1981      |
| Ulises Ramos (int, 2p) | -     | 1982      |
| Fernando Riera         | -     | 1982      |
| Luis Santibáñez        | -     | 1983      |
| Ulises Ramos           | -     | 1983-1984 |
| Hernán Carrasco        | -     | 1984      |
| Luis Ibarra            | -     | 1984      |

| Entrenador             | Logro | Período   |
| ---------------------- | ----- | --------- |
| Leonel Sánchez         | -     | 1985-1986 |
| Fernando Riera         | -     | 1987      |
| Leonel Sánchez         | -     | 1987      |
| Alberto Quintano       | -     | 1987-1988 |
| Manuel Pellegrini      | -     | 1988      |
| Carlos Urzúa (int, 4p) | -     | 1988      |
| Manuel Pellegrini      | -     | 1988-1989 |
| Luis Ibarra            |       | 1989      |
| Leonel Sánchez         | -     | 1990      |
| Manuel Rodríguez Vega  | -     | 1990      |
| Pedro Morales          | -     | 1990-1991 |
| Manuel Rodríguez Vega  | -     | 1991      |
| Pedro Morales          | -     | 1991      |
| Alberto Quintano       | -     | 1991      |
| Arturo Salah           | -     | 1992-1994 |
| Jorge Socías           |       | 1994-1995 |
| Miguel Ángel Russo     | -     | 1996      |
| Roberto Hernández      |       | 1997-1999 |
| César Vaccia           |       | 1999-2001 |
| Víctor Hugo Castañeda  | -     | 2002-2003 |
| Héctor Pinto           |       | 2004-2005 |
| Gustavo Huerta         | -     | 2006      |
| Salvador Capitano      | -     | 2007      |
| Jorge Socías           | -     | 2007      |
| Arturo Salah           | -     | 2007-2008 |
| Sergio Markarián       |       | 2009      |
| José Basualdo          | -     | 2009      |

| Entrenador                          | Logro | Período   |
| ----------------------------------- | ----- | --------- |
| Gerardo Pelusso                     | -     | 2010      |
| Jorge Sampaoli                      |       | 2011-2012 |
| Darío Franco                        |       | 2013      |
| Marco Antonio Figueroa              | -     | 2013-2014 |
| Cristián Romero                     | -     | 2014      |
| Martín Lasarte                      |       | 2014-2015 |
| Sebastián Beccacece                 | -     | 2016      |
| Víctor Hugo Castañeda / Luis Musrri | -     | 2016      |
| Ángel Guillermo Hoyos               |       | 2017-2018 |
| Esteban Valencia (int, 5p)          | -     | 2018      |
| Frank Kudelka                       | -     | 2018-2019 |
| Alfredo Arias                       | -     | 2019      |
| Hernán Caputto                      | -     | 2019-2020 |
| Marcelo Jara (int, 2p)'             | -     | 2020      |
| Rafael Dudamel                      | -     | 2020-2021 |
| Esteban Valencia                    | -     | 2021      |
| Cristián Romero (int, 4p)           | -     | 2021      |
| Santiago Escobar                    | -     | 2022      |
| Sebastián Miranda (int, 4p)         | -     | 2022      |
| Diego López                         | -     | 2022      |
| Sebastián Miranda (int, 6p)         | -     | 2022      |
| Mauricio Pellegrino                 | -     | 2023      |
| Gustavo Álvarez                     |       | 2024-     |

| A - Luis Álamos B - Miguel Busquets C - Hernán Caputto - Víctor Hugo Castañeda I - Luis Ibarra J - Marcelo Jara M - Luis Musrri P - Manuel Pellegrini - Héctor Pinto Q - Alberto Quintano R - Ulises Ramos - Cristián Romero - Manuel Rodríguez Vega S - Arturo Salah - Leonel Sánchez - Alejandro Scopelli - Jorge Socías T - Hugo Tassara - Luis Tirado U - Carlos Urzúa V - Esteban Valencia |

(campeón como jugador y como técnico)

## Otras secciones y filiales

### Universidad de Chile "B"
En 1999, la Asociación Nacional de Fútbol Amateur de Chile (ANFA) instauró la opción a los clubes profesionales de colocar un equipo cadete Sub-23 en Tercera División con los objetivos de que los jugadores tuvieran más actividad y de dotar a la categoría de mayor competitividad, con la única limitación de que estos equipos no podían acceder al título (y por ende, ascender a la Primera B). El club laico aceptó las condiciones de la ANFA, al ingresar al equipo Sub-23 a Tercera División en el año 2004, participando hasta el año 2006.

### Universidad de Chile (femenino)
El club también cuenta con una división femenina, dividida en dos categorías: adulta y juvenil. La primera de ella dirigida por Nicolás Bravo.

### Futsal
El club cuenta con una rama en fútbol sala, siendo uno de los clubes fundadores del campeonato nacional de futsal en 2010 y el segundo más laureado de la categoría con 3 campeonatos (Apertura 2017, Clausura 2018, Clausura 2019, 2021) y 3 subcampeonatos (2010, 2016 y Apertura 2019)

### Azules Esports (deportes electrónicos)
El club cuenta con una rama en esports, donde tiene equipos de FIFA y League of Legends. En este último ascendió a la Liga Latinoamérica (máxima categoría de la región) por primera vez en su corta historia al ganarle a Kaos Latin Gamers (histórico multi-campeón de la región) con un resultado de 3-2 al mejor de 5 partidas.
En el año 2020 disputó su primera temporada donde en el Apertura terminó comprometido con el descenso, pero en la segunda etapa logró una histórica primera clasificación a la segunda fase y lograr pasar a los play-offs eliminando a Gillette Infinity Esports, dejándolo en el quinto puesto de la tabla general con 265 puntos de 990 posibles y así, salvándose de la Promoción / Relegación y manteniendo su puesto para 2021.
| Azules Esports 2020 (League of Legends) | Azules Esports 2020 (League of Legends) | Azules Esports 2020 (League of Legends) | Azules Esports 2020 (League of Legends) | Azules Esports 2020 (League of Legends) | Azules Esports 2020 (League of Legends) |
| Nombre completo                         | Nickname                                | Carril                                  | Staff                                   | Nombre                                  | Nickname                                |
| --------------------------------------- | --------------------------------------- | --------------------------------------- | --------------------------------------- | --------------------------------------- | --------------------------------------- |
| Bastián Nicolás Almonacid Oyarzo        | IceBox                                  | Superior                                | Copropietario:                          | Michel López Martineau                  | Freakee                                 |
| Víctor Manuel Yever Loyola              | Koughi                                  | Jungla                                  | Coach                                   | Lautaro Ulla                            | MisterG                                 |
| Santiago de León                        | Xypherz                                 | Jungla                                  | Assistant Coach:                        | Nicolas Heumann                         | Serafin                                 |
| Lucas Leiva                             | N N                                     | Jungla                                  | Assistant Coach:                        | Alonso Vidal                            | Athoz                                   |
| Cristian Sebastián Quispe Yampara       | Cody                                    | Central                                 | Positional Coach:                       | Lucas Leiva                             | N N                                     |
| Nicolás Andrés Díaz Villagran           | KRESHTDOO                               | Inferior                                | Analista:                               | Renzo Quatrocchi                        | Hayha                                   |
| Felipe Ignacio Marín Rojas              | Feitan                                  | Soporte                                 | Esports Manager:                        | Felipe Pastenes                         | Helior                                  |
| Hector Alejandro Godínez Rovelo         | Tyr                                     | Soporte                                 | Director de comunicaciones:             | Rodolfo                                 | Chaufan                                 |

Nota: en cursiva los jugadores y staff técnico que participaron del Clausura 2020.

## Palmarés
Nota: en negrita competiciones vigentes en la actualidad.
| Competición nacional                       | Títulos | Subcampeonatos                                                          |
| Organizados por F.F.Ch.                    | Organizados por F.F.Ch. | Organizados por F.F.Ch.                                                 |
| ------------------------------------------ | --- | ----------------------------------------------------------------------- |
| Primera División de Chile (18/9)           | 1940, 1959, 1962, 1964, 1965, 1967, 1969, 1994, 1995, 1999, 2000, Apertura 2004, Apertura 2009, Apertura 2011, Clausura 2011, Apertura 2012, Apertura 2014, Clausura 2017. | 1957, 1961, 1963, 1971, 1980, 1998, Clausura 2005, Apertura 2006, 2024. |
| Copa Chile (6/2)                           | 1979,(1) 1998,(2) 2000 (invicto),(2) 2012-13, 2015, 2024. | 2017, 2019.                                                             |
| Supercopa de Chile (1/2)                   | 2015. | 2013, 2016.                                                             |
| Copa Francisco Candelori (1)               | 1969. |                                                                         |
|                                            | |                                                                         |
| Torneo Metropolitano de Chile (2)          | 1968, 1969 (invicto). |                                                                         |
| Liguilla Pre-Libertadores (3/8)            | 1976 (invicto), 1980, 2013 (invicto) | 1979, 1981, 1982, 1983, 1992, 1993, 1998, 2001                          |
| Segunda División de Chile (1)              | 1989. |                                                                         |
| Serie B Profesional de Chile (2)           | 1936, 1937 (invicto). |                                                                         |
| Campeonato de Apertura de Chile (0/1)      | | 1940.                                                                   |
| Campeonato Nacional Amateur de Chile (0/1) | | 1935.                                                                   |

| Competiciones amateur                                 | Títulos                                               | Subcampeonatos                                        |
| Organizados por la Asociación de Football de Santiago | Organizados por la Asociación de Football de Santiago | Organizados por la Asociación de Football de Santiago |
| ----------------------------------------------------- | ----------------------------------------------------- | ----------------------------------------------------- |
| División de Honor de la Sección Amateur (1)           | 1934.                                                 |                                                       |
| División Intermedia (0/2)                             |                                                       | 1931, 1933.                                           |

| Competición internacional | Títulos                  | Subcampeonatos           |
| Organizados por Conmebol  | Organizados por Conmebol | Organizados por Conmebol |
| ------------------------- | ------------------------ | ------------------------ |
| Copa Sudamericana (1/0)   | 2011 (invicto).          |                          |
| Copa Suruga Bank (0/1)    |                          | 2012.                    |
| Recopa Sudamericana (0/1) |                          | 2012.                    |

| Torneos internacionales no oficiales | Torneos internacionales no oficiales | Torneos internacionales no oficiales |
| Competición                          | Títulos                              | Subcampeonatos                       |
| ------------------------------------ | ------------------------------------ | ------------------------------------ |
| Torneo Internacional de Chile (2/0)  | 1963, 1964                           | -                                    |

## Rivalidades

### Clásico universitario

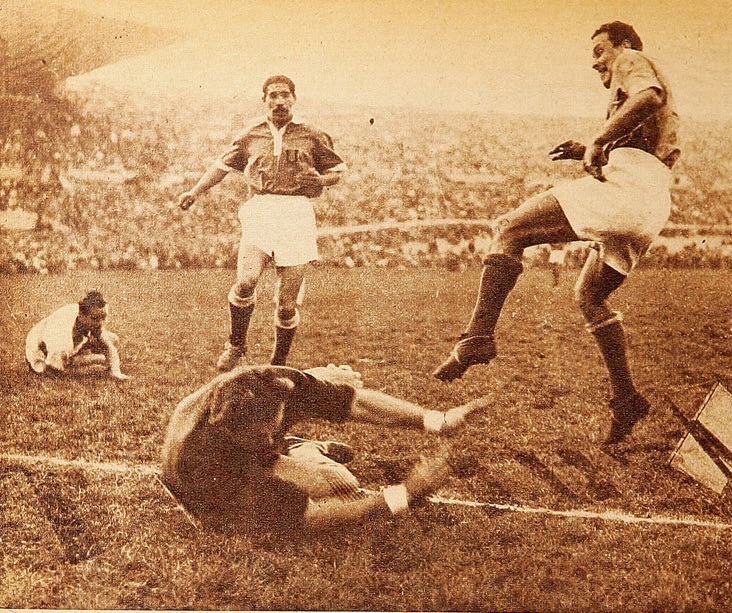
El delantero peruano José Balbuena (U) batiendo a Sergio Livingstone (UC) en el clásico universitario del 15 de agosto de 1948

El Clásico universitario es uno de los partidos más importantes y tradicionales del fútbol chileno, en el cual se enfrentan Universidad de Chile y Universidad Católica, escuadras representativas de las principales y más antiguas casas de estudios del país. Algunos puristas consideran que es un duelo de más de 100 años de historia, puesto que antes de la fundación oficial de ambos clubes, el 1 de noviembre de 1909 se disputó el primer clásico a nivel universitario entre las selecciones estudiantiles de la Universidad de Chile y de la Universidad Católica. Sin embargo, el primer enfrentamiento oficial se produjo el 13 de junio de 1937, por el torneo de la Serie B, partido en el que la «U» se impuso por 2-1. Desde esa época, destacó la competencia tanto futbolística como a nivel de barras, las que organizaban espectáculos artísticos de gran nivel, sobre todo en la década de 1960, y que con el correr de los años dejaron de realizarse. Pese a la rivalidad existente, en 1939 se formó un equipo que incluía jugadores de ambas escuadras con el fin de afrontar torneos amistosos nacionales e internacionales: el Combinado Universitario.
Actualizado al 3 de mayo de 2025.
| Rival                | PJ  | PG | PE | PP | GF  | GC  | Dif |
| -------------------- | --- | -- | -- | -- | --- | --- | --- |
| Universidad Católica | 249 | 98 | 74 | 77 | 369 | 332 | +37 |

### Clásico del fútbol chileno

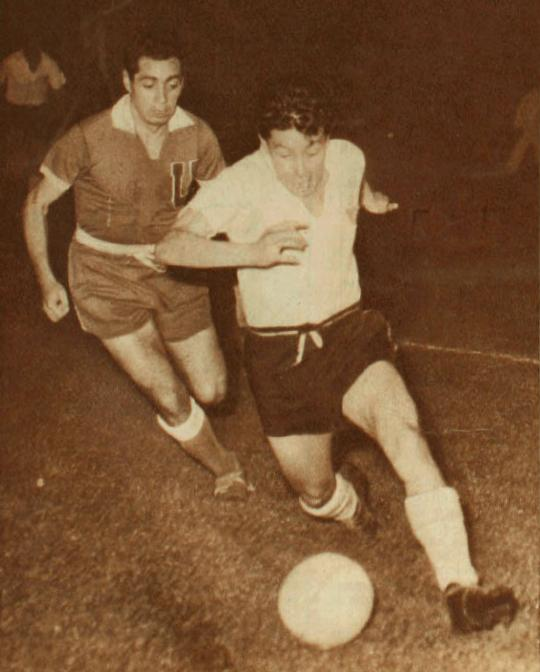
Un clásico entre Colo-Colo y la Universidad de Chile en 1959. El partido finalizó con victoria del equipo azul por 2-1.

El rival por temas de popularidad de Universidad de Chile es Colo-Colo, con el que disputa el Clásico del fútbol chileno o Superclásico. El primer enfrentamiento entre ambos clubes fue en un partido amistoso, disputado el 9 de junio de 1935. Posteriormente, pese a un mal debut de los azules ante Colo-Colo en sus primeros encuentros en Primera División, la rivalidad se agudizó en 1959 cuando la «U» le arrebató el título del torneo nacional a los albos, logrando un predominio sobre ellos en la década de 1960, que luego se "diluyó" en las décadas de 1970 y de años 1980. Y desde la década de 1990 el duelo empezó a generar gran tensión debido al protagonismo y la popularidad a nivel nacional de ambos clubes, además de la paridad en los enfrentamientos entre ambos.
En total, por partidos oficiales, se han enfrentado en 245 ocasiones, con 110 triunfos de Colo-Colo, 71 empates y 64 victorias de Universidad de Chile, incluyendo aquellos partidos de los extintos Campeonato de Apertura y Campeonato de Campeones. Actualizado al último partido disputado: 10 de marzo de 2024.
| Rival     | PJ  | PG | PE | PP  | GF  | GC  | Dif  |
| --------- | --- | -- | -- | --- | --- | --- | ---- |
| Colo-Colo | 244 | 64 | 71 | 110 | 291 | 393 | -103 |